# Monte Caplone
Il monte Caplone (detto anche monte Cablone nel 1800, comunemente Cima del Palù o semplicemente Palù nella Val Vestino, Cima dei Tre Laghi o Cima delle Guardie) è una montagna delle Prealpi Bresciane e Gardesane e con i suoi 1976 metri è la vetta più alta del Parco Alto Garda Bresciano. È un sito storico e botanico e la prima ascensione in solitaria del torrione del Büs de Balì di Hans Reinl avvenne il 12 aprile del 1903.

## Geografia fisica
La sua prominenza topografica è di 1.234 m. È un sito storico e botanico e la sua importanza non sfuggì alla ricerca di giornalisti e scrittori ma anche geografi e alpinisti come Gualtiero Laeng che, tra l'altro, nel 1915 fu un fervente propugnatore dell'annessione dell'austriaca Val Vestino al Regno d'Italia, e di Arnaldo Gnaga nel 1930 che scalarono, scrutarono e studiarono ogni aspetto della montagna. Situato nella maggior parte nel territorio comunale di Magasa, sovrasta gli abitati della val Vestino, e delimita il confine tra la provincia di Brescia e quella di Trento. Sulla vetta si trova un vertice geodetico del servizio di mappatura dell'Istituto Geografico Militare e amministrativamente appartiene oltre al comune di Magasa, a quello di Tremosine e di Ledro.
Il monte Caplone si presenta come una montagna possente e piuttosto complessa, di aspetto dolomitico, detiene impressionanti pareti rocciose rivolte verso ovest e sud, tanto da assomigliare al frontale di una cattedrale gotica. I versanti della montagna, quelli posti a sud ovest, caratterizzati da pinnacoli, una decina di torri e pareti boscose digradanti nella Valle di Campei e nella Val Caneva sono particolarmente selvaggi e non sono ancora stati esplorati completamente. Solamente il 12 aprile del 1903 l'alpinista Hans Reinl di Bad Ischl scalerà in solitaria uno di questi speroni rocciosi, nominandolo Campanile Caplone, posto a 1700 metri di altitudine dandone poi notizia ai Club alpini austriaci e tedeschi classificando la via d'arrampicata di I grado.
Dalla cima prendono origine quattro creste, tra le quali la cresta sud est, che collega il monte Caplone e l'adiacente Cima Bus de Balì (1736 m)-del Costone (1743 m), è la più lunga, si presenta come un bastione, e separa le vallecole della Val Vestino con quelle di Tremosine. Qui si trova il Bus del Gat, un anfratto ove era sempre presente la neve, prima delle attuali mutazioni climatiche, per tutto l'arco dell'anno, la località Fö della Röa (Faggio della ruota) e il tracciato che collega la cima con il Passo della Puria a 1372 metri. Da questa cresta parte un ramo secondario diretto verso est, che collega monte Caplone a Cima Berlinghera (1774 m). Nel 1908 questo ramo fu esplorato e percorso da Francesco Coppellotti "Nino", alpinista della sezione del CAI di Brescia, che ne scalò il suo campanile e la stessa cima con passaggi di II e III grado.
La cresta sud-sud-est termina in Val Caneva, mentre la cresta nord-ovest diretta verso la Bocca di Campei (1840 m), il passo più in quota della Val Vestino, crea un altro ramo orientato a nord-est, unendosi alla Bocca di Lorina (1433 m) con pareti rocciose rotte da canaloni, innevati fino a stagione primaverile inoltrata.
Nelle serate soleggiate, dall'estate all'autunno, al momento del tramonto, si presenta il fenomeno dell'enrosadira, ossia la montagna assume una colorazione rossastra.

### Geologia
L'Impero austriaco nella seconda metà dell'Ottocento progettò e finanziò nell'ambito del Geologische Reichanstalt studi e ricerche geologiche nel Tirolo meridionale e nel Trentino parallelamente con i rilievi topografici e le prime carte catastali. Tra il 1875 e il 1878 Karl Richard Lepsius svolse accurate ricerche stratografiche dedicando alcune pagine del suo libro alla geologia delle Alpi di Ledro e dei monti a sud dell'Ampola con studi di dettaglio della dolomia superiore dell'Alpo di Bondone, della Valle Lorina, della Val Vestino e del monte Caplone. Nella sua pubblicazione "L'Alto Adige occidentale" edita a Berlino nel 1878 Lepsius scrisse: "La maggior parte della Val di Vestino è costituita da dolomie principali, le cui gole selvagge sono difficilmente penetrabili; su di essa giacciono gli strati retici, gravemente fagliati e trafitti dalle rigide dolomiti. La formazione irregolare rende difficile separare sempre il calcare lilodendro e la dolomia dalla sottostante dolomia principale; perché le contorta-mergel sono per lo più scartate e frantumate, e portate via dall'acqua sulle dolomiti. L'ampio pianoro sopra Magasa, su cui si estendono freschi prati verdi e cespugli, lo riconosciamo subito come retico in contrasto con le dolomitiche aspre e quasi completamente brulle: numerosi blocchi di lilodendri, Terebratula gregaria, Aviceln, Modiole confermano subito la nostra ipotesi; accanto a ciò sono state strappate dall'acqua le argille di contorta-thone, in cui troviamo la stessa Avicula contorta, Cyrena rhaetica, Cerithium hemes, Leda percaudata, Cardita austriaca e altre. Sono state trovate grandi quantità di fossili caratteristici di questi strati. Gli strati scendono dal Passo del Caplone a sud; i calcari lilodendri sono crollati sulle argille inferiori e gettati a sud sulle dolomiti principali. Le case sui prati superiori sono costruite con calcare nero di lilodendro. Verso l'abitato di Magasa si scende su calcari lilodendri, un'alternanza di calcari grigi e neri, calcari dolomitici grigi e bianchi di dolomie bianche. Sotto di essa giace, non molto fitta, impalata tra frastagliate dolomiti principali, la contorta-mergel.
Da Magasa, dirigiti a ovest attraverso l'altopiano per arrivare a Bondone e nella valle del Chiese".

## Origine del nome
L'oronimo Caplone, secondo alcuni, deriverebbe dal termine celtico "Keap" più "al" (cima alta) o un derivato o composto di "alp" (monte, cima), dal momento che si tratta di una montagna ben osservabile dalla maggior parte del territorio, mentre per altri probabilmente da un termine prelatino di possibile provenienza anatolica "kaba" o "kava", da apparentare alla parola latina "caput" che significa capo o testa, come a indicare un'altura, una cima del monte. Da non escludere la radice indoeuropea "kap" che significa testa, recipiente. Hanno la stessa derivazione gli oronimi Cima Cavaion (TN), i vari monti Cavallo o Cavalla (in Alto Adige, Veneto, Friuli, Lombardia, Lazio, Marche e Liguria), il monte Cavo (Lazio) e il monte Pallone o Palon della Cavallara (TN).
Il ricercatore Arnaldo Gnaga nel suo "Vocabolario topografico-toponomastico della Provincia di Brescia" afferma che potrebbe derivare dal latino "campus", tradotto campo in italiano, attraverso uno dei derivati come "campilius", "campellus", "campulus" che hanno dato molti toponimi alla regione, esempio Campione, Campiglio, Campedelli, Campei, Campel. Campo, "cap" nell'idioma locale, è un termine presente ad altezze oltre i 2000 metri e evidentemente non indica un campo arato ma un prato, pascolo o un alpeggio piano o in leggera pendenza. Difatti verso nord est del Monte vi è un'area di dolce declivo, dopo la quale si stacca la Valle di Campo fino a malga Lorina e a sud vi è la Valle di Campei per secoli monticate con il bestiame minuto dai pastori di Tremosine la prima, Magasa e Cadria la seconda. Arnaldo Gnaga sostiene inoltre che l'oronimo Bocca di Cablone ha la stessa derivazione di Caplone e dovrebbe essere un accrescitivo di "Cablo". Il toponimo è presente nell'area con la malga, il monte e il torrente Cablone nella Valle D'Arnò nelle Giudicarie a Breguzzo.
Cima delle Guardie o Guardie riportato nella carta geografica relativa alla contea di Lodrone del 1700, nell'Atlas Tyrolensis del cartografo Peter Anich, stampato a Vienna nel 1774, o nel catasto tirolese del 1800, ove il monte veniva indicato solamente come monte Guarde, è di chiara etimologia longobarda. Infatti deriverebbe, come il monte Carzen, dalla parola tedesca "wurte" o "warta" che indica un luogo di osservazione o di guardia. La sommità del monte si prestava come luogo strategico per quei soldati che erano intenzionati a controllare movimenti nemici nella val Vestino anche se lo sguardo spazia fino oltre la parte sud del lago di Garda. La stessa terminologia è quella del monte della Guardia (Munwarter) 2621 metri nella cresta Vallazza, del gruppo dell'Ortles, sul confine con la Svizzera.
Il nome Cima dei Tre Laghi è riportato solamente dal patriota, etnografo, alpinista vicepresidente della Società degli alpinisti tridentini e scrittore Nepomuceno Bolognini di Pinzolo nelle sue "Leggende del Trentino", edito a Rovereto nel 1889, perché ai piedi di questa vetta si distendono il lago di Garda, il lago d'Idro e il lago di Ledro. Bolognini definì il Caplone una "magnifica montagna", il che fa lecitamente supporre che conoscesse i luoghi, forse dalle guerre del 1848 quando combatté con la Legione trentina di Paride Ciolli sul monte Stino e del 1866 con Garibaldi nelle valli del Chiese e Ledro, e vi sia asceso in esplorazione, così come sul monte Tombea, ove ambientò la sua nota leggenda: "El prà de le Pegre (Il prato delle pecore)".
Per quanto concerne il toponimo Palù, così viene chiamato comunemente dai locali, è invece un termine assai diffuso nel nord Italia, si veda il monte Palù (2835 m) nella Val Vermiglio, Cima Palù (2538 m) a Briga Alta, Cima Palù (2261 m) in Valsugana, Piz della Palù (3172 m) e Piz Palü (3901 m) in provincia di Sondrio, infine Picco Palù (3509 m) a Campo Tures, e deriva dal latino "palus" che significa palude o zona umida e ovviamente il riferimento non è alla vetta e nemmeno al rilievo brullo e impervio del versante sud del Monte nel comune di Magasa, ma alla presenza nel suo versante nord est, nella Valle di Campo, di depressioni carsiche, di un ambiente più umido con delle pozze di abbeverata naturali site poco al di sotto della vetta. Qui ha origine la sorgente del torrente Valle di Campo affluente del torrente Valle di Lorina.
Il toponimo "Caplongi", Caplone, riferito però alla Bocca di Cablone (1750 m) nel vicino gruppo del Tombea, compare la prima volta nel settembre del 1301 in un atto di composizione della controversia fra le comunità di Bondone e Storo riguardante la definizione dei rispettivi confini sul monte Alpo, per mandato di Nicolò di Storo, il vicario Odorico Badeca nella Pieve di Bono e Condino e di Pietrozoto di Lodrone. Si cita tra i vari confini un "termen curloni ad forçellam Cellongi, sicut vadit via per quam itur Vestinum", si fa riferimento alla Forcella Cellongi che conduce in Val Vestino e per errore nella trascrizione dell'amanuense non fu riportato il nome "Caplongi", toponimo uguale a quello del nostro Monte.

## Natura

### Un giardino botanico
Durante le glaciazioni le Alpi venivano sommerse dai ghiacciai con spessore anche superiore ai 2000 metri ed emergevano soltanto le vette e le creste più elevate. Con l'ultima glaciazione denominata di Würm da 80.000 a 13.000 anni fa, numerosi ghiacciai vallivi si diramavano dalla calotta alpina e si insinuavano nelle valli periferiche con lingue di ghiaccio che arrivavano a lambire la pianura. L'area del monte Tombea-Caplone si trovava fra due principali vie di scorrimento dei ghiacciai quaternari: a oriente la valle del Sarca ospitava la lingua principale del ghiacciaio atesino che scendeva a formare quello che ora è il lago di Garda arrivando fino ai luoghi ove ora sorgono Peschiera del Garda e Desenzano. (Una ramificazione del ghiacciaio del Garda occupava la valle di Ledro e formava il lago omonimo.); e a occidente la valle del Chiese ospitava un ghiacciaio che scivolava dalla zona dell'Adamello. "Le aree non raggiunte dai ghiacciai perché troppo elevate nunatak costituivano spesso oasi di rifugio per molte specie vegetali. Alcune di esse diverrano specie endemiche, cioè specie la cui area di distribuzione è circoscritta a una zona ben definita. Il gruppo montuoso del monte Tombea-Caplone, assieme a molte altre cime del Trentino meridionale, era proprio una di queste zone rifugio e questo spiega la ricchezza di endemismi che lo caratterizzano".
Il sito divenne così agli inizi dell'Ottocento, di grande importanza scientifica, grazie all'esplorazione di tutta la catena montuosa compiuta, nel 1842, da Francesco Facchini, trentino di Forno in Val di Fassa. Qui individuò una nuova specie di "Scabiosa" e ne inviò un campione d'erbario al professor e botanico di fama Wilhelm Daniel Joseph Koch dell'università di Erlangen. Facchini ascese nuovamente la catena montuosa nel 1846 non prima di scoprire a Bocca di Valle una nuova specie di "Daphne".
Alla notizia di queste nuove scoperte floreali, il sito suscitò interesse in tutta la comunità naturalistica europea e, il 6 luglio 1853, un altro botanico, il bavarese Friedrich Leybold, vi scoprì una specie di sassifraga fino allora sconosciuta. Con la pubblicazione nel 1854 del lavoro di Leybold e della Flora Tiroliae Cisalpinae di Francesco Facchini, pubblicata postuma da Franz Hausmann di Bolzano, il monte Tombea-Caplone divenne una delle mete classiche degli itinerari dei botanici e botanofoli nelle Prealpi, in special modo oltre agli italiani, vi ascesero austriaci, tedeschi, svizzeri, francesi e belgi. Erano tempi in cui si svolgeva un'ampia attività di ricerca e per un naturalista in viaggio in Italia, era d'obbligo il tour della catena Tombea-Caplone e la conseguente pubblicazione delle proprie ricerche sulle riviste specializzate. Decantarono così la bellezza di questi luoghi l'alpinista inglese John Ball che vi salì poco prima del 1864 inserendo il percorso praticato, da Storo a Toscolano attraverso la Val Vestino, nella sua famosa guida non dimenticandosi della dettagliata descrizione delle rarità floreali, il naturalista austriaco Joseph Gobanz nel 1867, Pietro Porta di Moerna, Roperto Huter, Émile Burnat nel giugno del 1873, Konrad Hermann Christ, Vinzenz Maria Gredler con i suoi seminaristi nel 1886, Enrico Gelmi, Gregorio Rigo nel 1901, nel 1907 Henry Correvon e un'altra volta nel 1910 con Andreas Sprecher von Bernegg, ambedue botanici svizzeri di fama internazionale, viaggiatori per il Club Alpino Svizzero. Correvon rimase entusiasmato dai luoghi, già alla prima visone della Val Vestino al passaggio della frontiera al casello di Capovalle verso Moerna, e descrisse questo e la flora locale nel Journal de Genève e nella rivista del Club Alpino Italiano, mentre nel sul libro "La Flore alpine" edita a Ginevra già tre anni prima, nel 1908, scrisse: "Per vedere certe piante rupestri ben sviluppate e rare bisogna andare sulle sommità calcaree della Valvestino, nelle Alpi del lago di Garda. Io non ho mai visto cose tanto straordinarie in fatto di vegetazione"; infine Friedrich Morton nel 1961 e il naturalista Nino Arietti autore di un'esaustiva pubblicazione sulla natura bresciana.

### L'alpinista John Ball, la sua "Guida" turistica e la relazione al Ministero della guerra italiano
L'estate del 1864 fu una stagione ricca di novità per l'esplorazione alpinistica del Trentino sud occidentale con la prima traversata delle Dolomiti di Brenta, da Molveno alla Val Rendena sorpassando l'angusta Bocca di Brenta, da parte dell'inglese John Ball, presidente dell'Alpine Club di Londra, accademico, alpinista, botanico, glaciologo avvenuta il 22 luglio, l'impresa dell'esploratore britannico Douglas William Freshfield che scalò per primo la Cima Presanella, terre fino all'ora inesplorate, il 27 agosto o l'ascesa dell'Adamello del tenente boemo Julius Payer che conquisterà la cima il 15 settembre.
Sarà sempre l'instancabile John Ball che partendo dal villaggio di Bondone salì, si presume, mesi prima, tra maggio e giugno nel periodo della fioritura, sul monte Tombea, fino alla malga, incuriosito dalla ricca flora appena scoperta e decantata in pubblicazioni dai noti botanici italiani e europei. Raccontò dettagliatamente il percorso intrapreso, lo definì la "Route G. Da Storo a Toscolano, al lago di Garda attraverso la Val Vestino", nella sua celebre Guida Alpina pubblicata due anni dopo, nel 1866, che sarà d'aiuto a molti escursionisti. Qui riportò l'itinerario percorribile dal viaggiatore partendo dal lago d'Idro a quello di Garda fino a Toscolano transitando attraverso la Val Vestino. Annotò gli aspetti botanici, geografici della Valle e l'itinerario alternativo per Tremosine attraverso il monte Caplone e la Val Lorina.
John Ball non fu solo un naturalista fu anche un fervente sostenitore della causa italiana volta all'annessione del Trentino all'Italia e, essendo un profondo conoscitore della regione montana tirolese, si premonì nei primi mesi del 1866 di informare con una dettagliata relazione, scritta in francese, il Ministero della guerra del Regno di Italia sulle possibili strade di penetrazione e le azioni di contrasto da compiere nel territorio austriaco in caso di guerra, dal lago di Garda al passo del Tonale. La relazione "Quelques observations sur la frontière di Tyrol et de l'Italie depuis le Lac de Garda au passage di Tonale, et sur le moyens d'attaquer la position militaire Austriachienne de c'è coté" fu prontamente fatta stampare in centinaia di copie dal Ministero e recapitata nel mese di maggio presso il comando del Corpo Volontari Italiani di Giuseppe Garibaldi "nel supposto che le stesse osservazioni potessero tornare di utile". 
Scrisse: "La strada più facile [per la Val di Ledro ndr], credo, è quella che passa per la montagna di Tremalzo. Inoltre c'è un sentiero che scende attraverso la Val Lorina accanto al forte della Val Ampola. Questo sentiero (abbastanza difficile) passa per qualche tempo a fianco o proprio nel greto dello stretto torrente, racchiuso tra rocce a strapiombo. Sarebbe necessario impegnarvisi con qualche precauzione, avendo le alture circondate di schermagliatori: senza che gli uomini che vi si mettessero potrebbero essere schiacciati dai sassi che si farebbero cadere nel burrone, senza potersi difendere o anche vedere il nemico. Oltre agli uomini giunti in Val di Ledro da Magasa in Val Vestino, sarebbero arrivati altri reparti da Tremosine e Limone. Quest'ultimo dovrebbe occuparsi di tagliare la strada che da Riva porta alla Val di Ledro. Questa strada non potrà mai essere usata per attaccare Riva. Gli austriaci devono solo tagliarlo in un punto per rendere impossibile il viaggio tra Ponale e Riva. Se non erro, ci sono posti vicino al Ponale dove potremmo tagliare la strada, e liberarci almeno per qualche giorno da ogni attacco della guarnigione di Riva".

## Storia

### Un garibaldino perso sui monti
Scoppiata la guerra con l'impero austriaco nel giugno del 1866, il tenente colonnello Pietro Spinazzi di Parma e comandante del 2º Reggimento Volontari Italiani, occupata la Val Vestino e presidiata Magasa e Cima Rest, il 12 luglio ricevette l'ordine perentorio dal generale Giuseppe Garibaldi di attaccare alle spalle il forte d'Ampola e sbarrare così la strada che sale da Storo a Bezzecca scendendo dal Monte lungo il versante nord del monte Alpo di Bondone. Da questo momento, l'ufficiale si dimostrò titubante in ogni azione da intraprendere, quasi timoroso dell'avversario, disattese gli ordini ricevuti e sfiancò i suoi uomini in marce estenuanti nella valle di Campei per ascendere alla Bocca e al Monte, sorpassata la Bocca di Lorina infilò la colonna nel budello dell'omonima valle e, atterrito dall'asprezza della natura dei luoghi, fece retromarcia e riparò più a nord con quasi tutto il Reggimento sul monte Nota e in parte a Tremosine, oltre le linee italiane, in attesa degli eventi.
Giuseppe Garibaldi impegnato nei combattimenti in fondo valle: all'assedio del Forte d'Ampola e il 21 luglio nella battaglia di Bezzecca, attese inutilmente l'aiuto provvidenziale dei suoi uomini, ma a fine guerra deferì il colonnello Spinazzi alla corte marziale di Brescia.

### L'escursione della sezione bresciana del Club Alpino Italiano del 1875
La sezione del CAI di Brescia fu fondata nel 1874 con il particolare oggetto di "promuovere le escursioni in montagna, specialmente su quella bresciana, e di farne conoscere le particolarità così dal lato scientifico, quanto dal lato storico ed artistico". Così nell'agosto del 1875 promosse un'escursione nelle Alpi centrali, dalla Val Camonica al Lago di Garda, ascendendo in una giornata le vette del monte Caplone e del monte Tombea, partendo da Storo e attraversando la val di Lorina fino a Magasa, per poi scendere sulle sponde del lago di Garda a Gargnano, seguì così il percorso tracciato dai primi botanici e poi descritto dall'alpinista John Ball nella sua famosa guida nel 1864. Vi parteciparono i soci alpinisti, il dottor Piero Capettini, notaio, il maestro Alfonso, il cav. Alessandro Daziario di Pietroburgo e il cav. Edoardo Mariani di Biella che ne riportò notizia nel Bollettino del Club Alpino Italiano descrivendo i luoghi e la natura. 
Scrisse tra l'altro sull'ascesa al monte Caplone: "Alle ore 2,15 eravamo al passo del Caplone, che divide val Lorina da val Vestino, e pigliataci vaghezza di salire sulla vetta del monte, che sta di guardia al passo, avevamo dinnanzi a noi e ai piedi la ridente valletta del Caplone suddetto, più in giù l'intiera val Vestino, a destra la parte superiore del lago d'Idro, ed in alto a mezza costa appariva piccolo punto bianco sulla destra del lago, la rocca d'Anfo sentinella avanzata. Scorgesi pure in quella direzione monte Suello, ove ebbe luogo il fatto d'armi del 2 luglio 1866 fra gli austriaci e i volontari di Garibaldi, ed il sottostante comune di Bagolino nominato pel suo cacio che in tutto eguaglia quello del Lodigiano. In faccia a noi il monte Denervo e il sottostante monte Vesta, che dà il nome alla Valle; più a sinistra vedevamo ergersi la parte inferiore della catena del Baldo colla punta massima denominata Monte Maggiore, in attenzione di una nostra visita, e la parte inferiore del lago di Garda dalla superficie levigata come specchio, non che in lontananza l'elevata valle del Pizzocolo, che s'innalza a destra di val di Toscolano verso il basso della valle.".
A Magasa i tre viaggiatori sostarono presso l'abitazione del professore don Bartolomeo Venturini riprendendo il cammino alla volta di Gargnano passando dal Fornello e dalla Costa.

### L'alpinista austriaco Hans Reinl e il Campanile Caplone

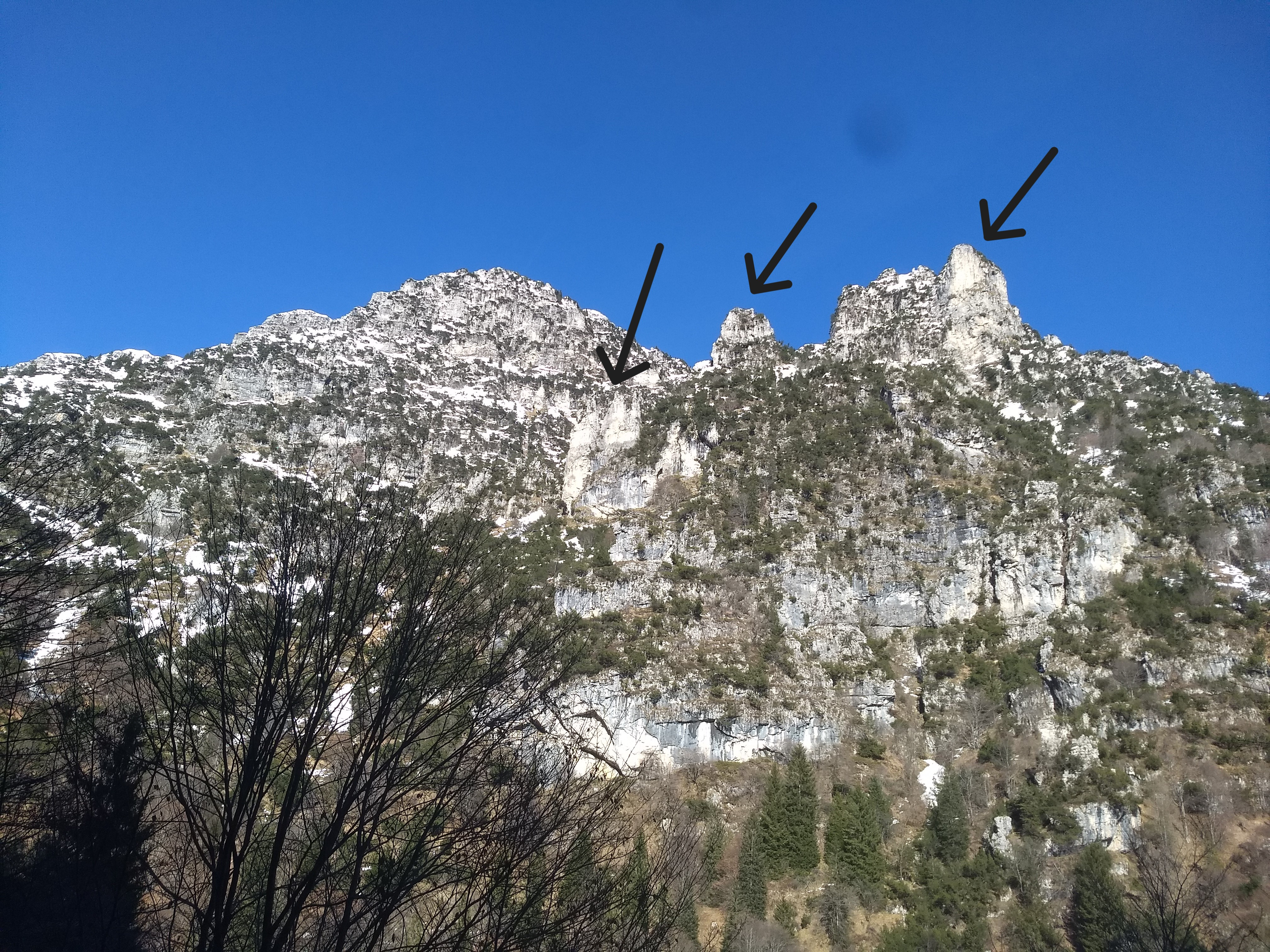
I tre Torrioni, senza nome, del versante sud del monte Caplone ripresi dalla Valle di Campei, le basi sono di difficile accesso ma possibili mete di Hans Reinl alternative a Cima Bus de Balì o al Campanile Berlinghera

Hans Reinl nacque in Boemia, figlio di un medico termale, compì i suoi studi ginnasiali e l'università a Leoben laureandosi in ingegneria mineraria e metallurgia, successivamente per motivi professionali risiedette a Bad Ischl. Espletato il servizio militare obbligatorio si impiegò nelle miniere di sale di Hallstatt e nel 1907 sposò Ida Schedlováe, dalla quale il 9 luglio 1908, ebbe due gemelli: Harald, che diventò un noto regista cinematografico, e Kurt. 
"Fin dalla giovinezza Hans fu attratto dalle montagne, era forte fisicamente e testardo, aveva una personalità energica e dotato di coraggio", così lo descrisse la nipote Roswitha Oberwalder in una biografia del nonno. I suoi compagni di roccia furono i talentuosi Paul Preuss, detto la "meraviglia dell'arrampicata" del quale fu istruttore di roccia, Günther von Saar, Victor Wolf von Glanvell, Leo Petritsch, Karl Greenitz, Edward Theodore Compton, Georg "Irg" Steiner, il primo a salire il muro sud del Hoher Dachstein all'inizio del XX secolo.
Sarà sulle vette più facili del Salzkammergut che il diciassettenne Hans Reinl divenne l'istruttore di roccia del giovane Paul Preuss.
Furono quelli dei primi Novecento gli anni delle sfide orgogliose tra questi giovani rocciatori, della continua ricerca di una nuova tecnica di scalata e di un miglior approccio mentale con la montagna, più rispettoso della natura dei luoghi incontrati senza l'impiego e l'abbandono sulle pareti di chiodi, corde o staffe. Reinl scalò nella sua carriera sportiva oltre 600 vette o torrioni in tutte le Alpi orientali austriache, nelle Dolomiti trentine e nel massiccio del Brenta, nelle montagne a cornice del Lago di Garda e di Ledro, le Alpi Giulie, l'Ötztaler, Alti Tauri, le Alpi di Berchtesgaden, Tennengebirge, Gesäuse, Höllengebirge e Dachstein. 

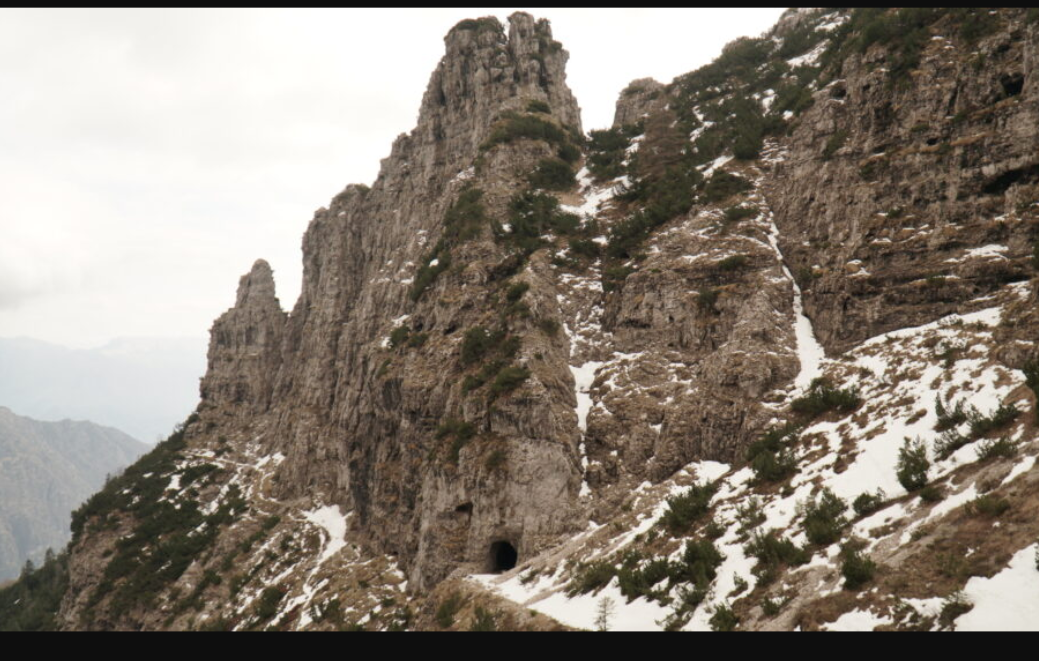
A sinistra il Campanile Berlinghera, alla sua destra il Torrione omonimo e sotto di esso l'ingresso della galleria stradale scavata nella Prima guerra mondiale

Il giovane Hans Reinl, in Italia, nella zona del lago di Garda, fu il primo alpinista che il 12 aprile del 1903 scalò in solitaria uno degli speroni rocciosi del monte Caplone, nominandolo Campanile Caplone alto 1700 m., di I grado di difficoltà stimata, e che consiste probabilmente nel torrione detto Cima Büs de Balì (1736 m) o nel Campanile Berlinghera (1720 m), dandone poi notizia in una relazione ai Club alpini austriaci e tedeschi nel 1903. Il Campanile Berlinghera è di aspetto dolomitico, alto 70 metri, e si trova a est di Cima Berlinghera e della vetta del Caplone. Fu scalato da Francesco Coppellotti detto "Nino" nel 1908, la base è di facile accesso e salendo "da Bocca di Lorina...da un tornante sinistrorso da dove, a destra, parte un sentiero di guerra che passa alla base della parete nord di Torre Berlinghera. La si costeggia su sentiero fin sotto il Campanile. Si sale in un largo camino tra questo e la torre, superando salti successivi con passaggi di II e III grado di difficoltà. Si raggiunge una bocchetta e per rocce friabili lungo lo spigolo (II/III grado di difficoltà) si guadagna la sommità".
Hans Reinl, in questo tipo di scalate, in solitaria e con pochi ausili di salita e discesa, trovò ulteriore stimolo alla sua attività, infatti apparteneva a quella ristretta cerchia di alpinisti sportivi, tra questi il noto Paul Preuss, che cercava la difficoltà, la via più ripida e più elegante per raggiungere la cima; non era più importante raggiungere la vetta ma diveniva importante anche come veniva raggiunta e si discendeva da essa. Dotato "di una penna agile e un talento per il disegno", scrisse dettagliati rapporti sulle sue imprese che furono pubblicati sulle principali riviste alpine. Come pioniere dello scialpinismo, fondò nel 1907 il “Goisern Ski and Toboggan Club”. 
Hans Reinl, specialista anche dell'arrampicata libera, il 21 agosto del 1904 con Siegfried Bischoff di Monaco, Karl Greenitz scalò la Cima Ceda Orientale (2757 m), Cima Alta, nel Massiccio della Tosa per la parete nord-est e il mese successivo, il 21 settembre, scalò il Campanile di Val Montanaia, detto "L'Urlo di pietra", nelle Dolomiti friulane, mentre nel 1906 apri la "via tedesca" sul monte Triglav con Felix König e Karl Ludwig Domenigg. Il Triglav, "Tricorno" è la vetta più elevata delle Alpi Giulie (2863 m) e della Slovenia. La sua cupola sommitale, che si erge elegante sopra l'ampia parete nord, domina imponente la Val Vrata. A lungo tentata invano, fu scalata il 26 agosto 1778 da Lorenz Willonitzer, Stefan Rožič, Matthäus Kos e Lukas Korošek. La parete nord, larga 3 km e alta oltre 2000 m., è una delle più grandiose delle Alpi Orientali. Hans Reinl si arrampicò sulle maggiori vette che circondano il lago di Garda e documentò le imprese in un articolo del bollettino del Club alpino di Vienna del 1909.
Il 15 giugno 1913 con i fratelli Felix e Anton Steinmaier di Lauffen salì ufficialmente per la prima volta il monte Freyaturm, mentre nel settembre con Paul Preuss, il più stimato alpinista dell'epoca, e Günther von Saar aprì alcune vie nella catena del Gosaukamm nelle Alpi settentrionali. 
Dal 1912 al 1915 fu eletto presidente della sezione di Hallstatt del Club alpino tedesco e austriaco uniti e nel 1914 fu redattore di un'esemplare guida di sci alpino. Con lo scoppio della prima guerra mondiale, dal 1915 al 1918, prestò servizio come tenente sul fronte dolomitico e fu decorato con la "Gran Croce al Merito della Corona". Alla fine del conflitto riprese il proprio lavoro di ingegnere presso le saline. Pensionato nel 1922 dopo la seconda guerra mondiale si adoperò nella tutela del castello di LaudeK a Ladis nel Tirolo sull’altipiano di Serfaus-Fiss-Ladis.
Morì improvvisamente il 3 aprile del 1957 per arresto cardiaco all'età di 77 anni.

### La prima guerra mondiale, l'ultima barriera difensiva
La posizione strategica del Monte costituì, tra il 1897 e il 1914, un punto di osservazione e controllo del confine di stato per le "sezioni di difesa" del III Battaglione, stanziato a Storo, del 2º Reggimento k.k. Landesschützen "Bozen" dell'esercito imperiale austriaco 2º Reggimento k.k. Landesschützen "Bozen", ma fu la "Grande Guerra" che segnò profondamente la storia e la morfologia del Monte.
Nel maggio del 1915 con lo scoppio del conflitto mondiale, l'esercito austriaco abbandonò la Val Vestino giudicando questi luoghi indifendibili all'avanzata italiana attestandosi sulle montagne della Valle di Ledro e nelle fortificazioni di Lardaro. Monte Tombea e il monte Caplone furono immediatamente occupati dal 7º Reggimento bersaglieri Nei mesi e negli anni successivi i monti furono ampiamente fortificati per decisione dello Stato maggiore del regio esercito italiano come ultimo baluardo posto a difesa della pianura Padana, qualora gli austriaci fossero riusciti a sfondare a nord la prima e la seconda linea. Così si procedette alla costruzione di appostamenti di artiglieria, postazioni per mitragliatrici, trincee, ricoveri in caverna, baraccamenti per gli operai, strade rotabili e collegamenti con l'uso di teleferiche. Ai lavori, in gran parte realizzati a mano, erano addetti oltre 500 operai militarizzati e civili, uomini e donne, sia della Val Vestino che del lago di Garda, inquadrati sotto la supervisione di un ufficiale del Genio direttore del cantiere, il tenente Guidetti, responsabile anche dei lavori presso l'Alpo e Cima Spessa di Bondone classificati come "opera 469 ad economia e opera 154 ad impresa", mentre nel cantiere della Val Lorina, "opera n. 223 ad impresa", dal tenente Bianchi.
Il sistema Tombea-Caplone diventò così uno dei capisaldi principali della terza linea di difesa arretrata, un'ampia cinta fortificata che chiudeva il settore Alto Garda verso la valle delle Giudicarie e lungo il fianco occidentale verso il lago d'Idro fino a raccordarsi sulle posizioni fortificate arretrate del monte Denai, una batteria di artiglieria da 149A, e del monte Stino in Val Vestino e con quelle della riviera gardesana del monte Spino, del monte Pizzocolo e del monte Castello di Gaino di Toscolano Maderno. Il settore era difeso da una prima linea lungo la Valle di Ledro (direttrici Passo Nota-Carone-Limone), dietro la quale furono realizzate due linee arretrate di difesa (direttrici Tremosine-Passo Nota e Mezzema-Passo Nota), disposte verso est in modo da fronteggiare un'eventuale conquista austriaca del monte Altissimo sul Baldo. Più indietro la linea arretrata di resistenza, tra Tignale e il Passo della Puria, in totale furono costruite 2.500 fortificazioni di vario tipo, servite da circa 2.000-3.000 uomini tra artiglieri, fanti e supporti logistici.
La vetta di Cima Tombea diventò sede di uno dei quattro osservatori del sistema di condotta del tiro del complesso di artiglieria Tombea-Caplone, forte di dieci batterie per un totale di quaranta pezzi di vario calibro, tra questi quattro pezzi di grosso calibro da 149/35 Mod. 1901 dal peso di nove tonnellate dislocati a ridosso del crinale e affiancati da ricoveri e riservette in caverna. Queste quattro postazioni furono protette da una cinta di trincee e postazioni poste nelle immediate vicinanze sul crinale: la profondità difensiva risultava ridotta a causa delle forti pendenze, esponendo così le postazioni della fanteria al tiro di controbatteria, scatenato dall'attività dei cannoni.
Il complesso del monte Tombea fu inizialmente servito logisticamente da due teleferiche, una da Messane e Bocca di Cablone, fornito dalla ditta BBB, l'azienda milanese Badoni Belloni Benanzoli e l'altra tra Pilaster (1280 m) e Malga Tombea, fornito da Giulio Ceretti e Vincenzo Tanfani, entrambe sostituite dal grande impianto che sempre dalla località Pilaster raggiungeva la nuova stazione in località Travers-Dosso delle Saette sita in una posizione più centrale. Questo impianto aveva la campata di oltre 1.000 metri, su un dislivello di 650. Gli impianti della stazione furono messi al riparo con un pesante manufatto in calcestruzzo armato. La necessità della blindatura derivava dal fatto dalla presenza nelle immediate vicinanze della stazione, di due batterie, otto pezzi, di mortai da 210/8 D.S., servite da ricoveri ipogee delle riservette, il cui tiro avrebbe attirato il fuoco di controbatteria del nemico.
Un complesso di tale portata richiese la realizzazione di un adeguato collegamento stradale fatto a colpi di piccone, di esplosivi e edificando muri di sostegno in pietrame: Bocca Cablone costituiva lo scollinamento della rotabile Magasa-Bondone, mentre verso est proseguiva la strada verso Bocca di Lorina e monte Tremalzo.
Il Comando Militare fece anche iniziare i lavori per una carreggiabile Toscolano–Molino di Bollone. La costruzione di quest’ultima strada, che avrebbe potuto costituire un’importante stimolo per l’economia della valle, fu però affidata ai prigionieri di guerra e non fu completata. La necessità di costruire un nuovo sistema viario venne anche sfruttato dal Regno d'Italia con finalità politiche volte a fare dimenticare il relativo abbandono in cui erano state tenute fino ad allora le popolazioni locali dall'Impero austro-ungarico. In questa volontà già tenuta in considerazione dalle autorità militari, intervennero spesso i politici e le comunità locali che facevano pressione si progettisti del Genio militare dell'esercito per raggiungere un territorio più che un altro. Nella realizzazione della strada che doveva collegate Toscolano con Ponte Caffaro passando per la Val Vestino, per rifornire la Terza linea di difesa arrestata di Magasa, Valvestino e Capovalle le ingerenze politiche furono pressanti che alla fine il Comando militare richiamò al rispetto dei ruoli le autorità locali e operò in autonomia.

## Accessi
L'ascensione alla vetta del Caplone è alla portata di escursionisti dal momento che non vi sono, lungo le vie più semplici di salita, tratti in cui è necessaria attrezzatura alpinistica, fatta salva la presenza di neve la quale si riscontra normalmente nei mesi invernali e sino a primavera.
La via più breve che consiste in circa sei chilometri, ha inizio dal parcheggio di Cima Rest nei pressi della chiesetta alpina o del Tavagnone, villaggio caratteristico sopra Magasa sulla strada per Cadria. Si tratta di un percorso che, dopo aver toccato alcuni fondi agricoli di Font e la malga Alvezza o Casina, si innalza al passo dello Spiàs dei Letegànc (tradotto Spiazzo dei Litiganti) in prossimità del monte Altissimo, percorrendo il sentiero detto "delle Acque" fino alle pendici del Tombea in località Lombrao, ove si congiunge con la mulattiera che sale da malga Bait, attraversando boschi, pascoli e le sorgenti del torrente Magasino. Proseguendo a quota 1760 m, il percorso si immette sulla strada militare Tombea-Val Lorina (se si prosegue a sinistra, si raggiunge la cima del Monte Tombea). Seguendo la strada, si tagliano a mezza costa i dirupi sud-orientali del Tombea, attraversando anche una breve galleria scavata nella roccia, arrivando alla Bocca dei Campei (1822 m), da cui si sale in breve alla vetta (nell'ultimo tratto è necessario prestare attenzione al passaggio di alcune roccette, benché facili e non esposte). Il segnavia da seguire è il numero 66, che si sovrappone al numero 444 della SAT nell'ultimo tratto.
Altri accessi, ma più impegnativi per lunghezza dei tratti, sono dati dall'ex strada militare che sale dal parcheggio della malga di Lorina di Tremosine, raggiungibile sia da Storo percorrendo la Val Lorina sia dallo stesso Tremosine su strada sterrata; alternativo è quello dal parcheggio di malga Alpo di Bondone salendo la strada militare fino a Bocca di Cablone proseguendo poi a monte Tombea ove si segue l'indicazione per malga val Lorina; oppure, ma riservato solo a escursionisti esperti, è l'accesso percorrendo in parte il tracciato militare del Bus de Balì, detto anche del Costone, che dal Goletto del Termen (1380 m) presso Bocca Puria a 1350 m si snoda sullo spartiacque della cresta sud delle Cime del Costone e Cima Bus de Balì salendo poi su una traccia di sentiero impervio e segnalato come "n.69" fino in prossimità della vetta.

## Panorama
Dalla vetta del Monte si gode un'ampia vista a 360 gradi. A nord il monte Bruffione, il monte Blumone, le Terre Fredde, il monte Frerone, il massiccio dell'Adamello, le Dolomiti del Brenta, la catena di Cima Avez, il monte Tremalzo e il Corno della Marogna, le Alpi di Ledro e il monte Cadria, il monte Paganella; a ovest il monte Tombea con la sua rosa dei venti, monte Cingla, Cima Spessa, la Rocca Pagana, il monte Guglielmo, Dosso Alto, il monte Carena, la Corna Blacca, il monte Manos, il monte Carzen, in lontananza il massiccio del monte Rosa; a est la catena del monte Baldo, Cima Carega, il gruppo del monte Pasubio, il monte Stivo e la Marmolada; a sud la Val Vestino con i suoi abitati, il monte Pizzocolo, il monte Spino, il monte Denervo, il lago di Garda, la pianura Padana e infine la catena degli Appennini.

## Galleria d'immagini

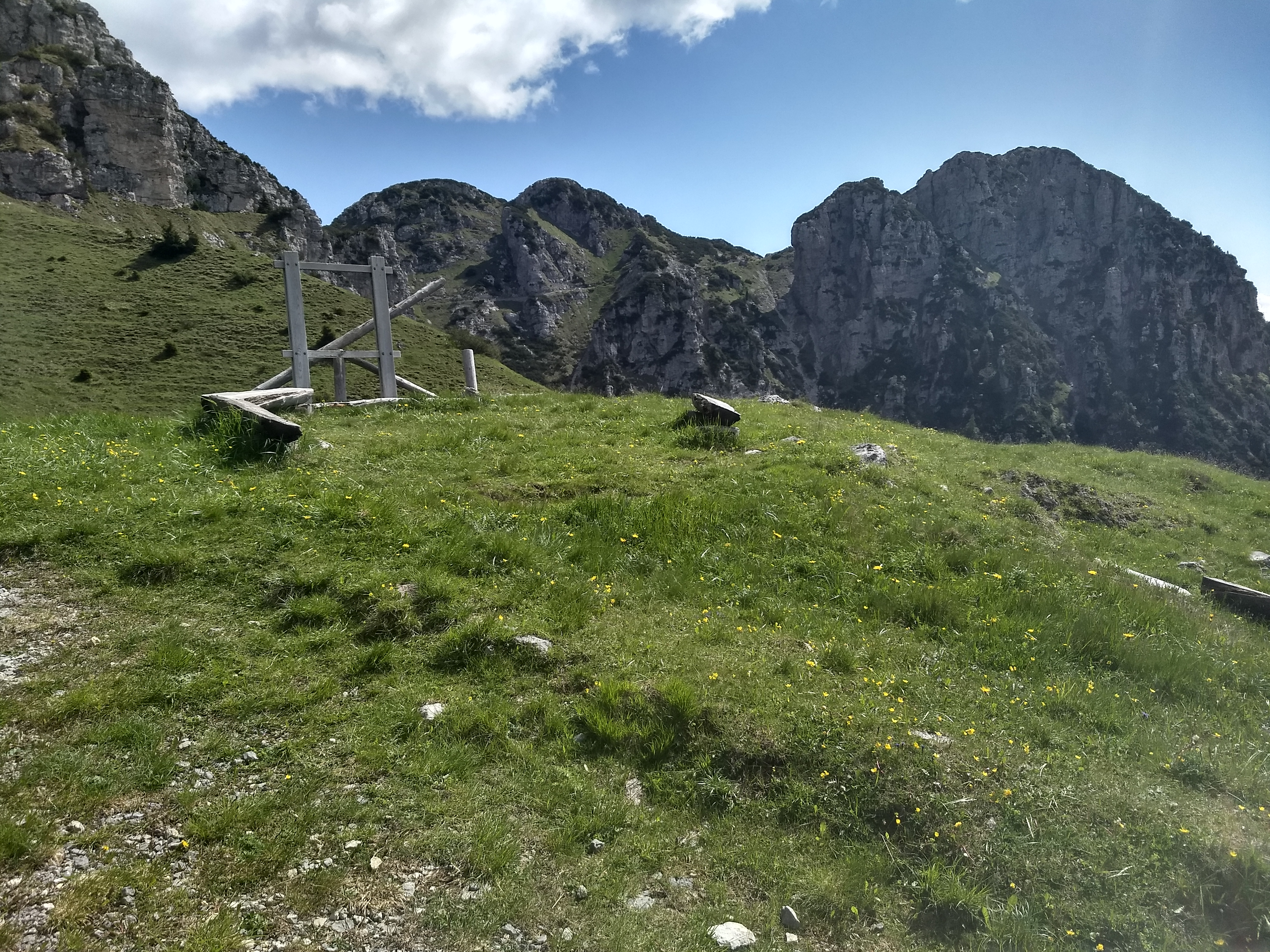
Monte Tombea, località Pianù e sullo sfondo il monte Caplone e la Bocca di Campei. Qui nel corso della Grande Guerra sorgevano una parte dei baraccamenti degli operai addetti alla costruzione delle fortificazioni
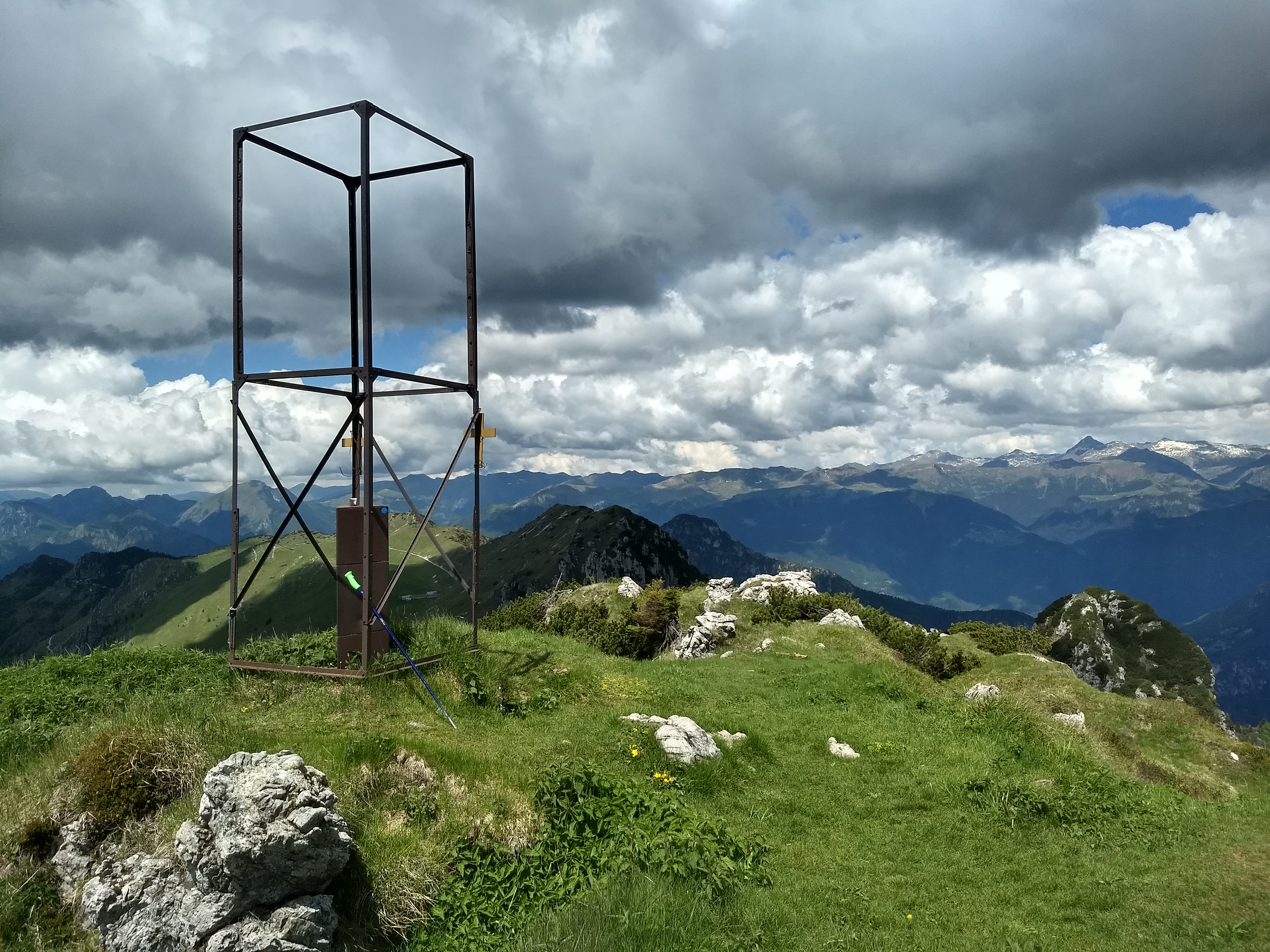
Monte Caplone, la vetta e il punto trigonometrico dell'Istituto Geografico Militare
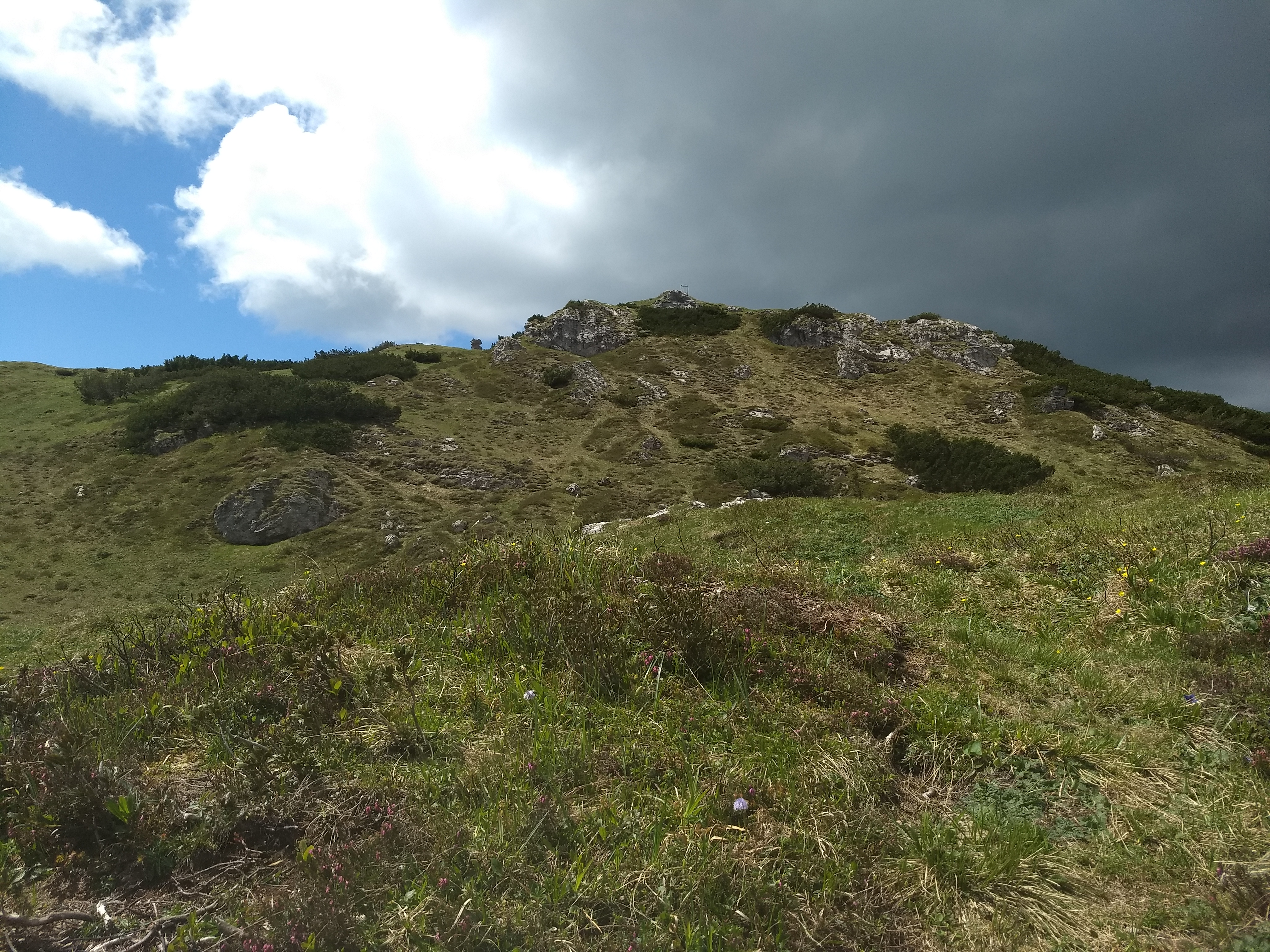
Monte Caplone, la cima del Monte vista dal versante nord di risalita dalla Valle di Campo
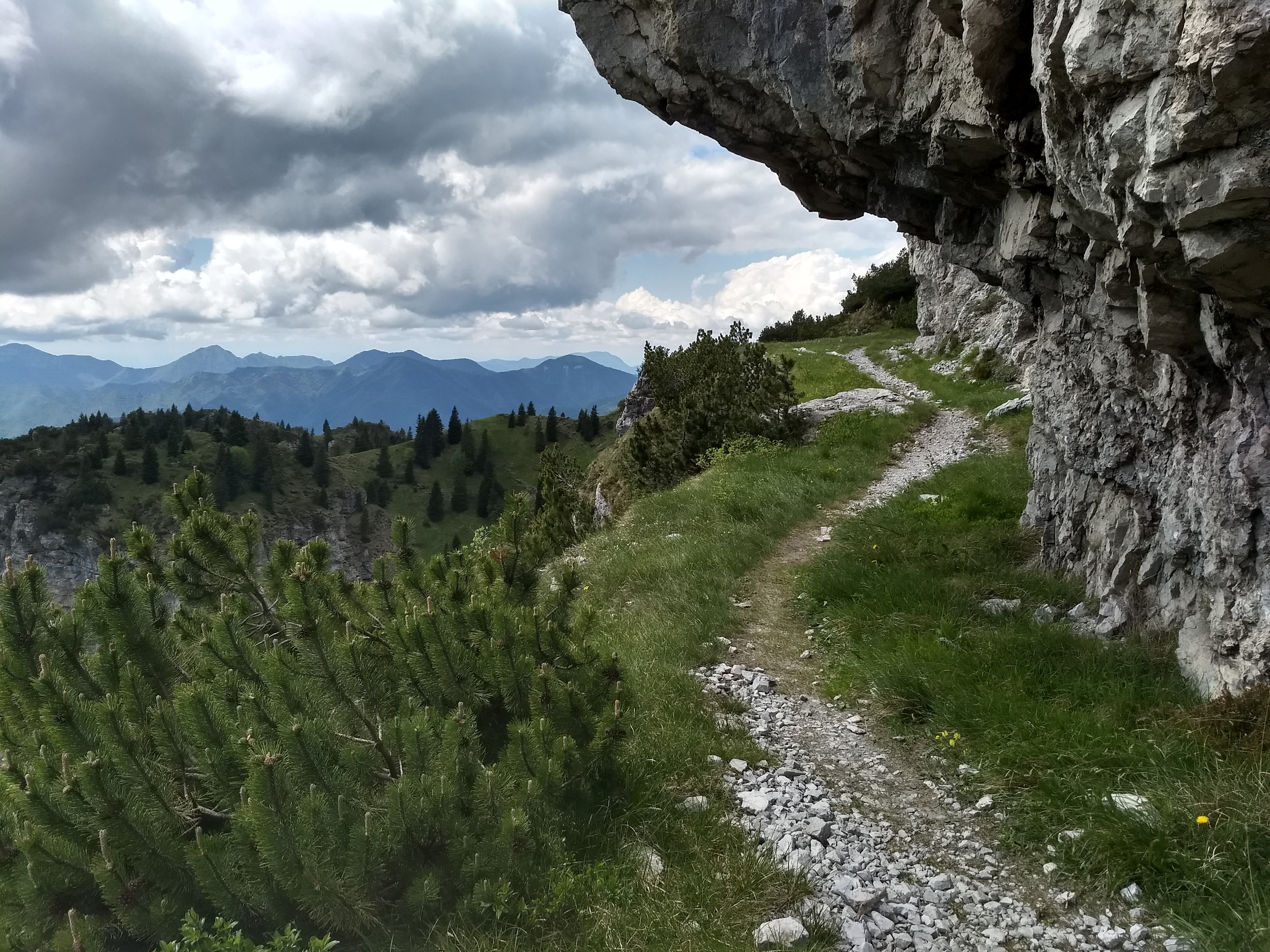
Monte Caplone, la strada costruita durante la Grande Guerra che collega il Monte con monte Tombea
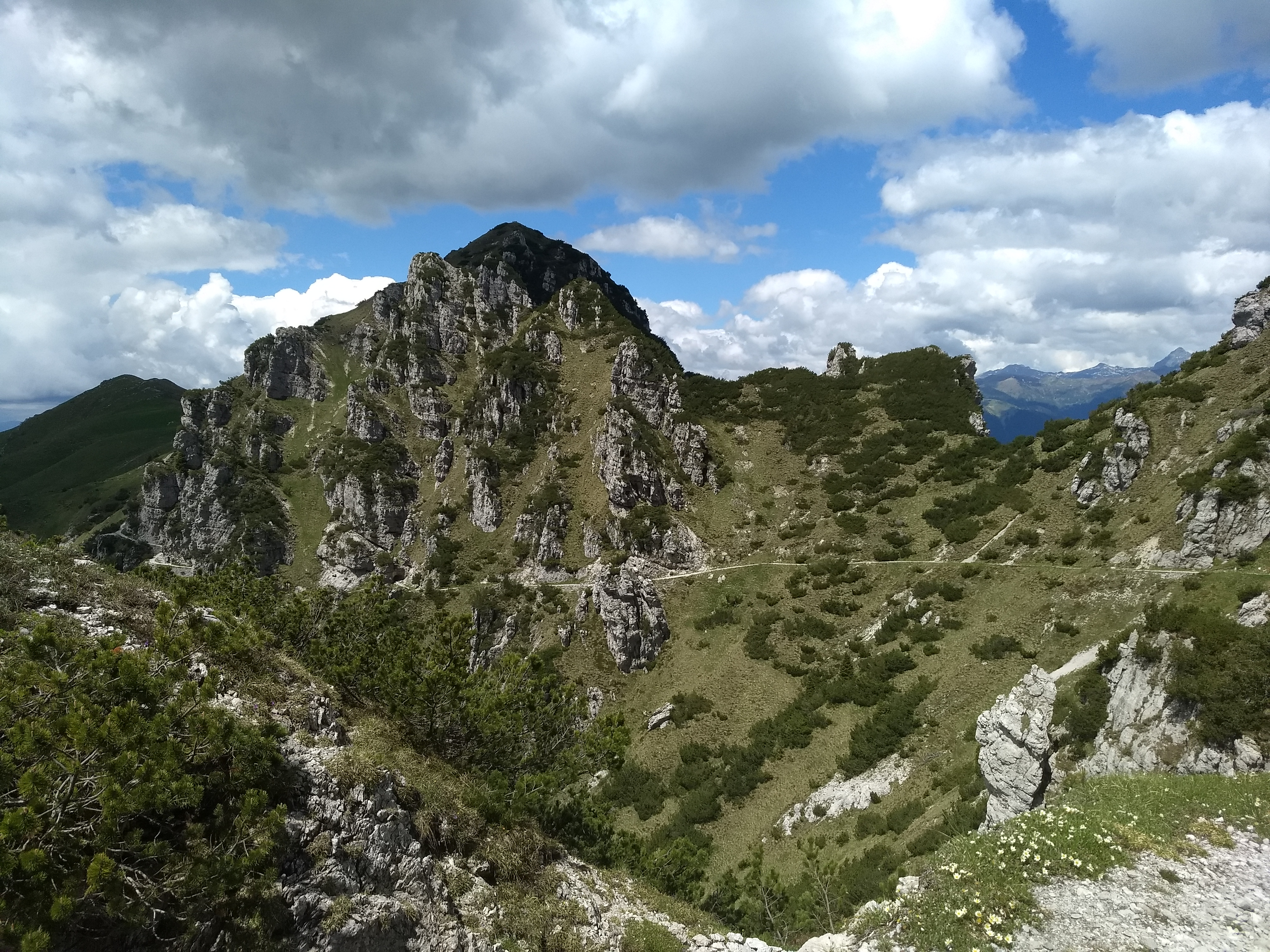
Monte Caplone, Cima Tombea vista dalla Bocca di Campei
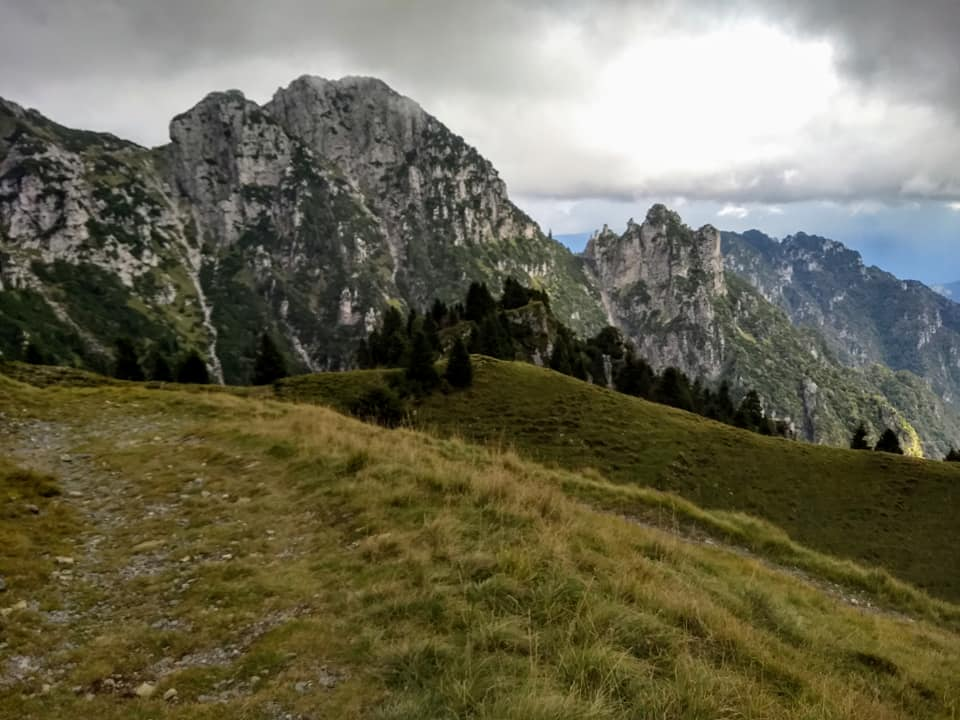
Monte Caplone, a destra il torrione scalato nel 1903 da Hans Reinl, alpinista austriaco
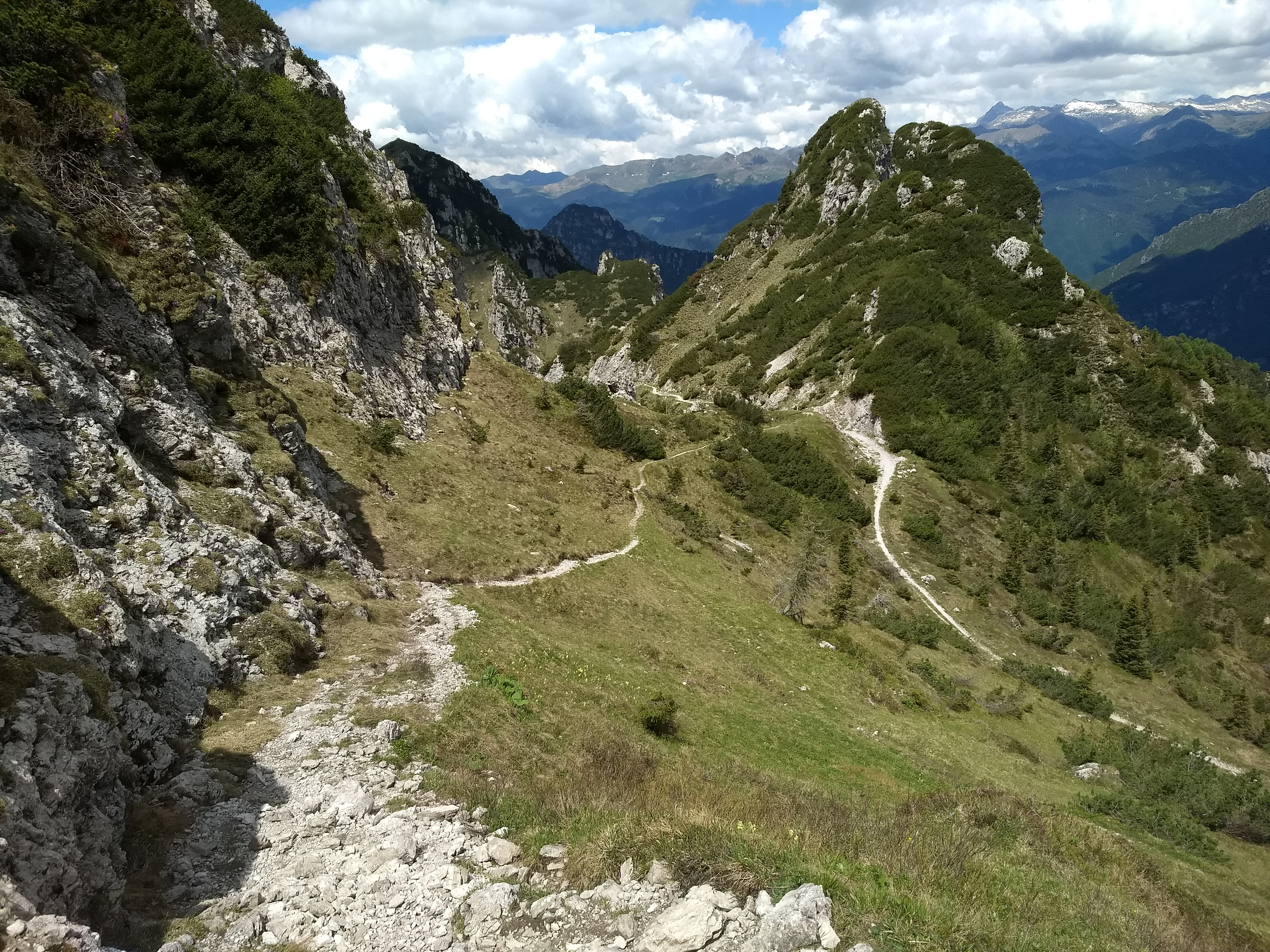
Monte Caplone, la Bocca di Campei
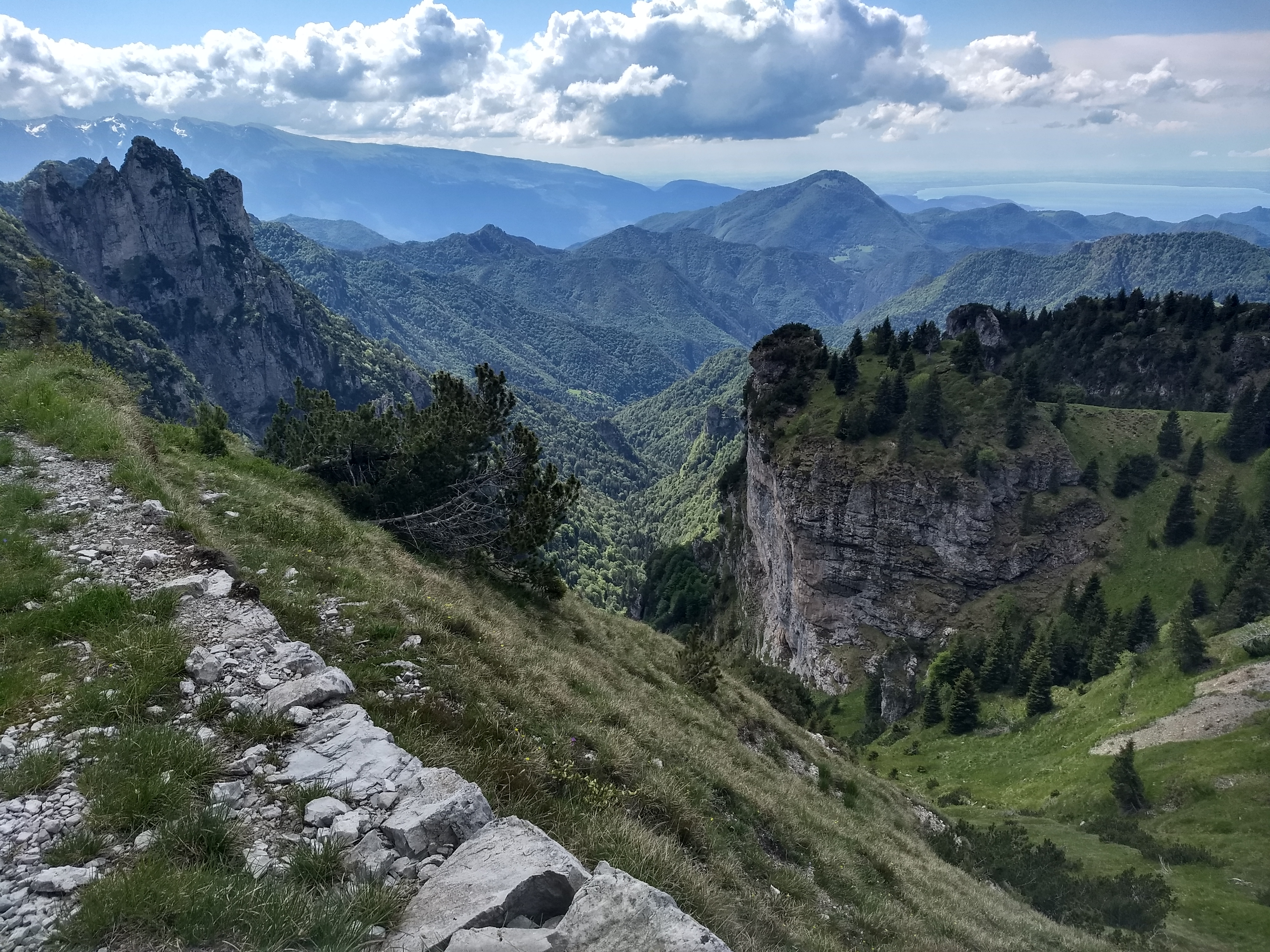
Monte Caplone, la valle di Campei e sullo sfondo il monte Denervo e il lago di Garda. A sinistra le guglie del torrione scalate da Hans Reinl
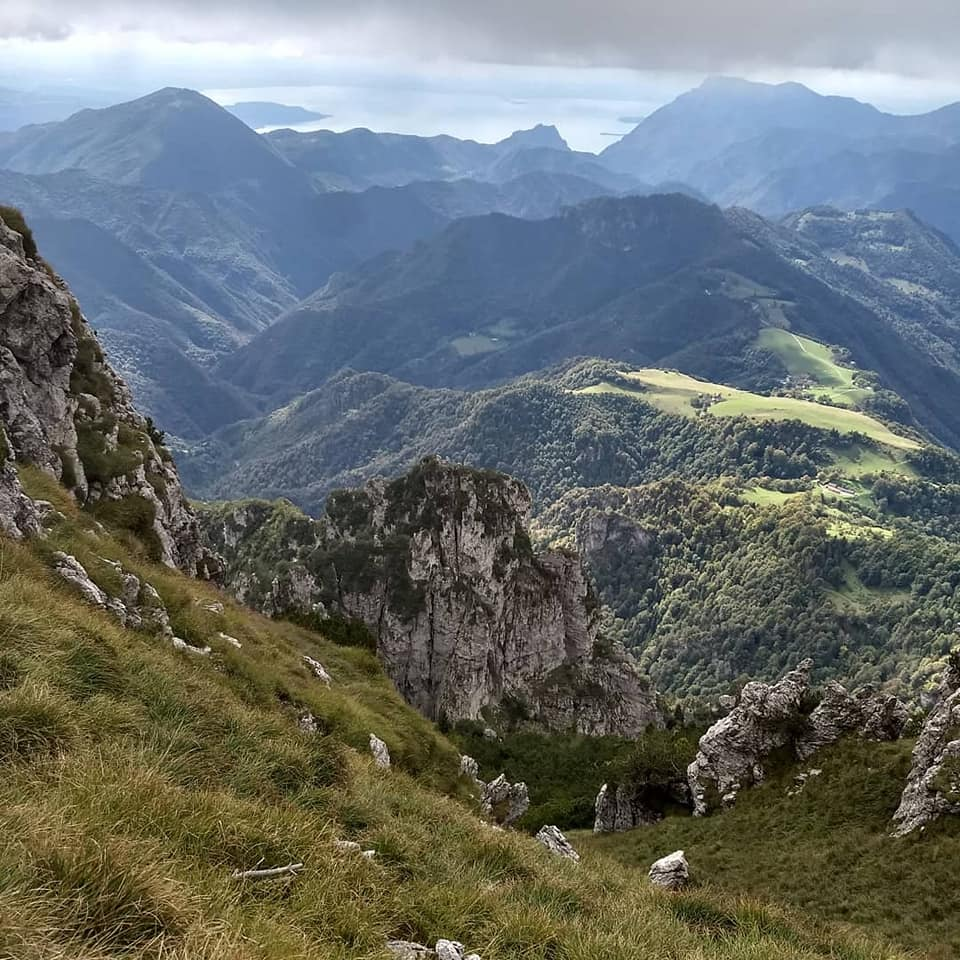
Monte Caplone, sotto il torrione che fu scalato nel 1903 dall'alpinista austriaco Hans Reinl e che classificò di I grado
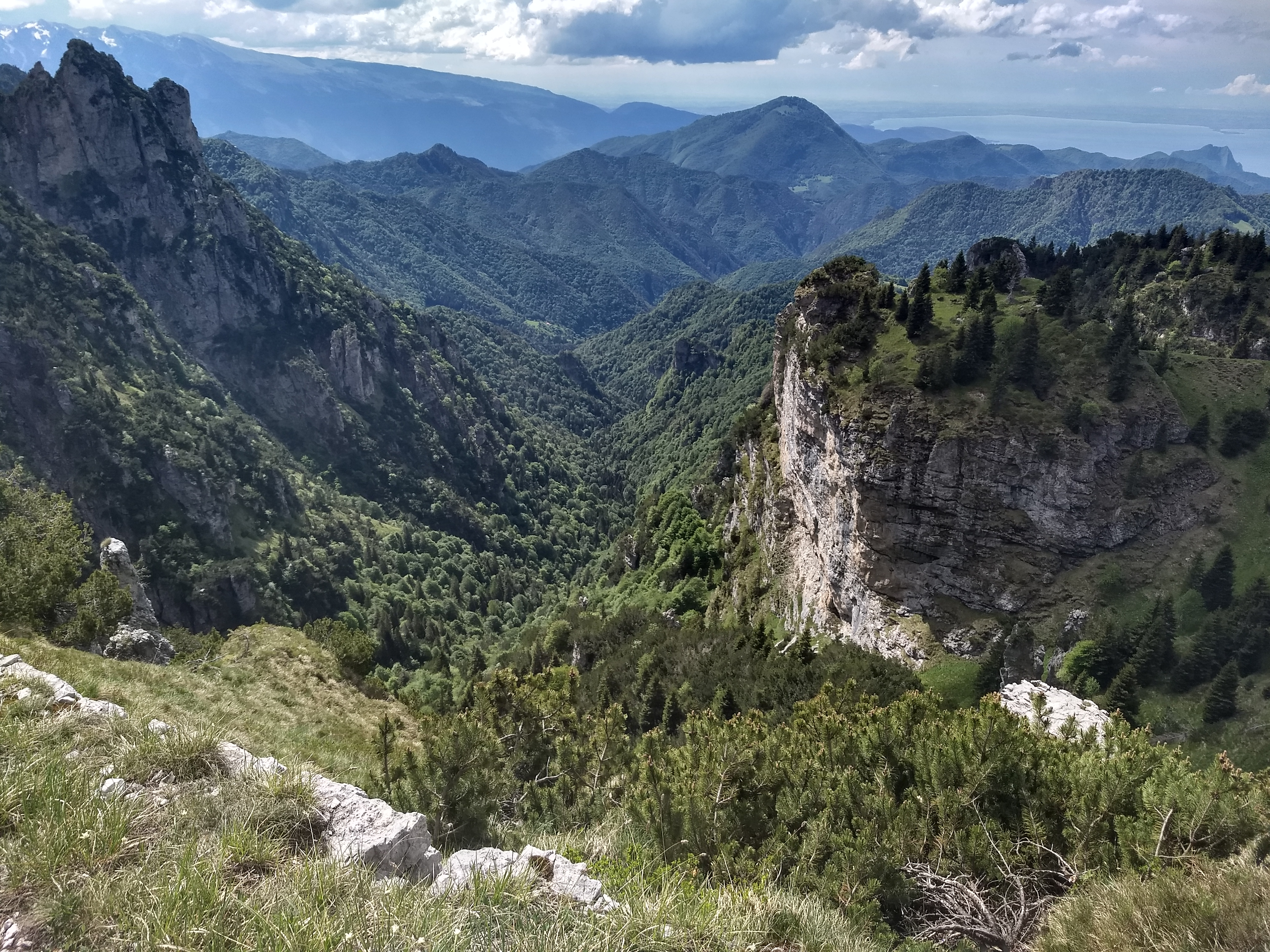
Monte Caplone, la valle di Campei
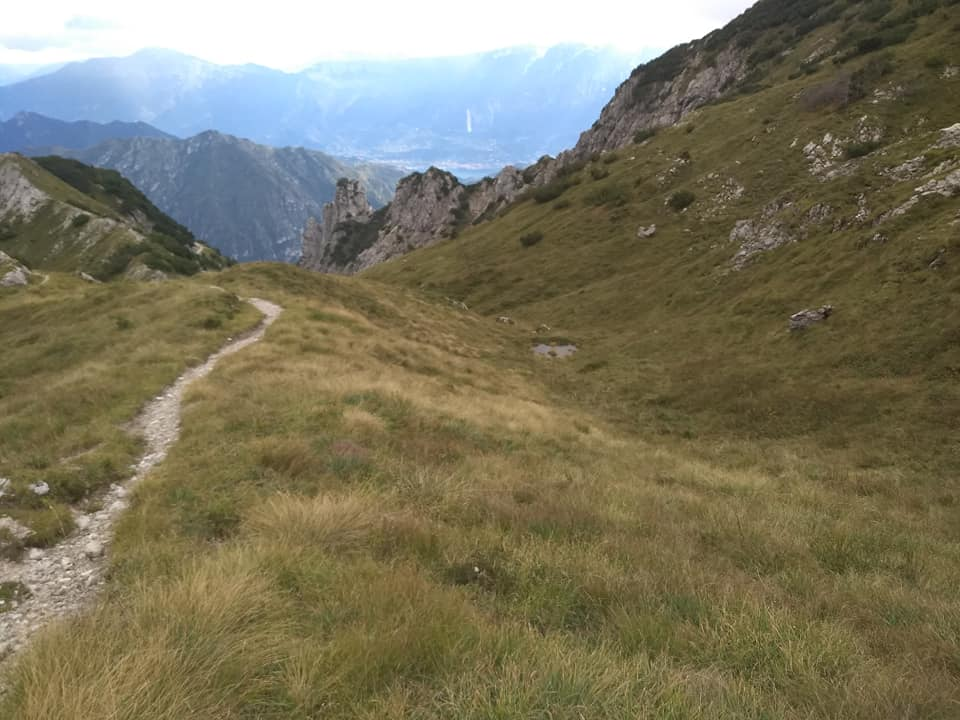
Monte Caplone, versante nord est, la Valle di Campo con la pozza naturale d'abbeverata. A destra la cresta della Cima Berlinghera che nel 1908 fu scalata da Francesco Coppellotti "Nino e sullo sfondo il Lago di Garda e il monte Baldo
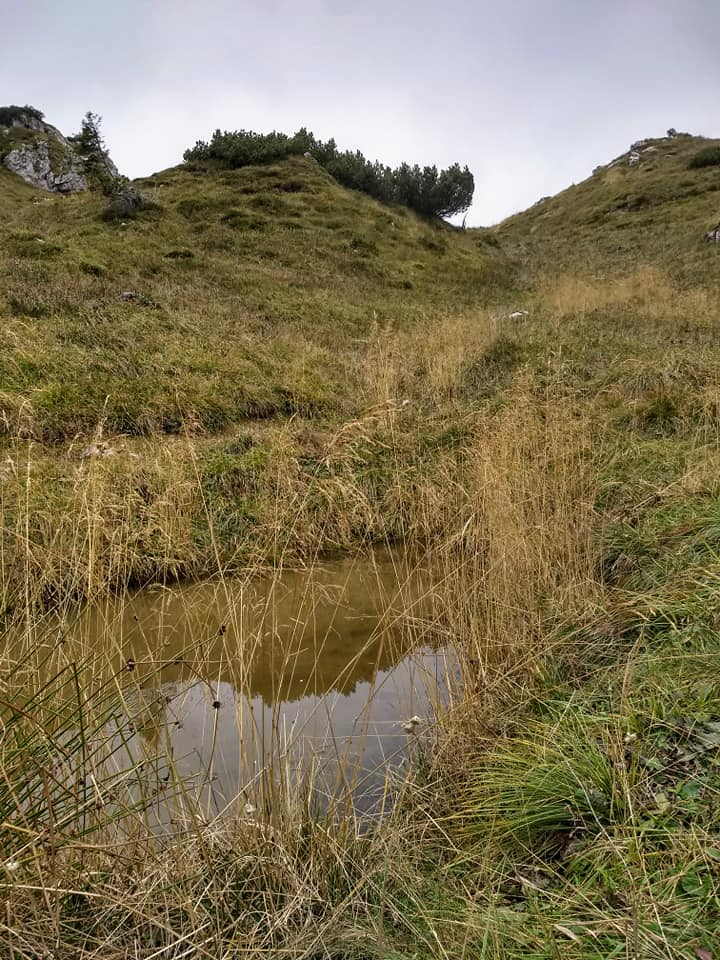
Monte Caplone, versante nord est, la Valle di Campo con la pozza naturale d'abbeverata
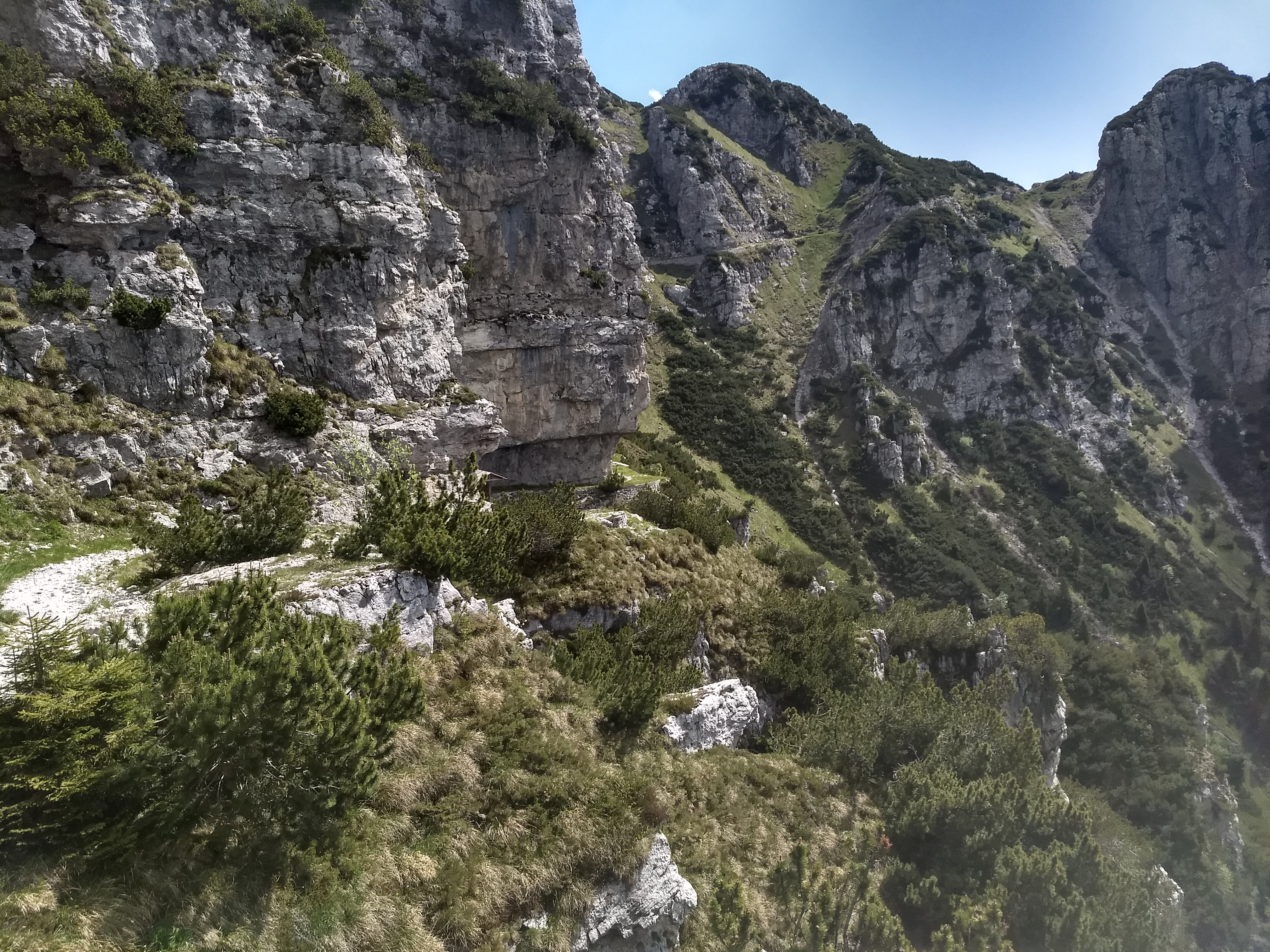
Monte Caplone, viabilità della Grande Guerra e sullo sfondo la Bocca di Campei
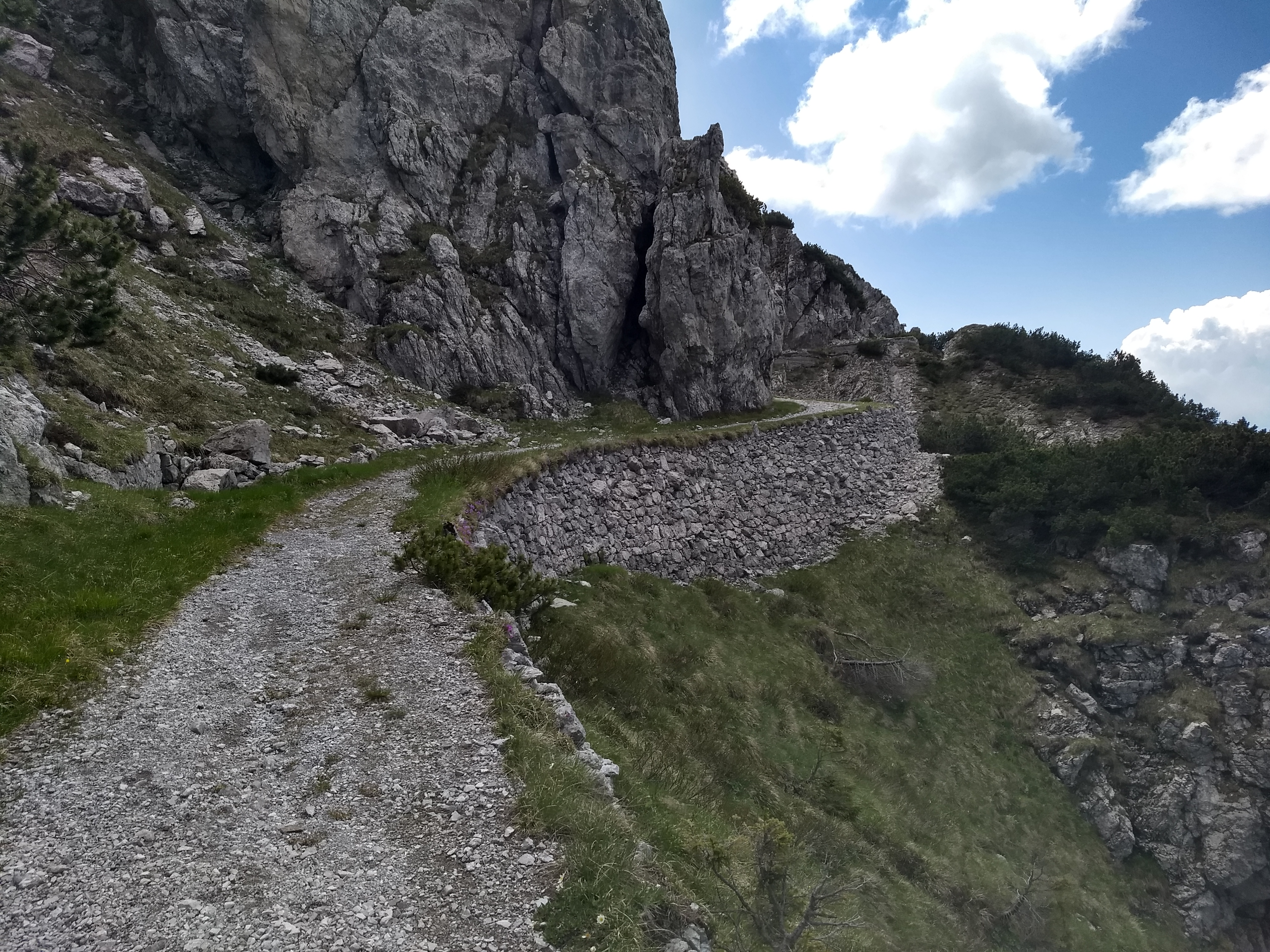
Monte Caplone, viabilità della Grande Guerra
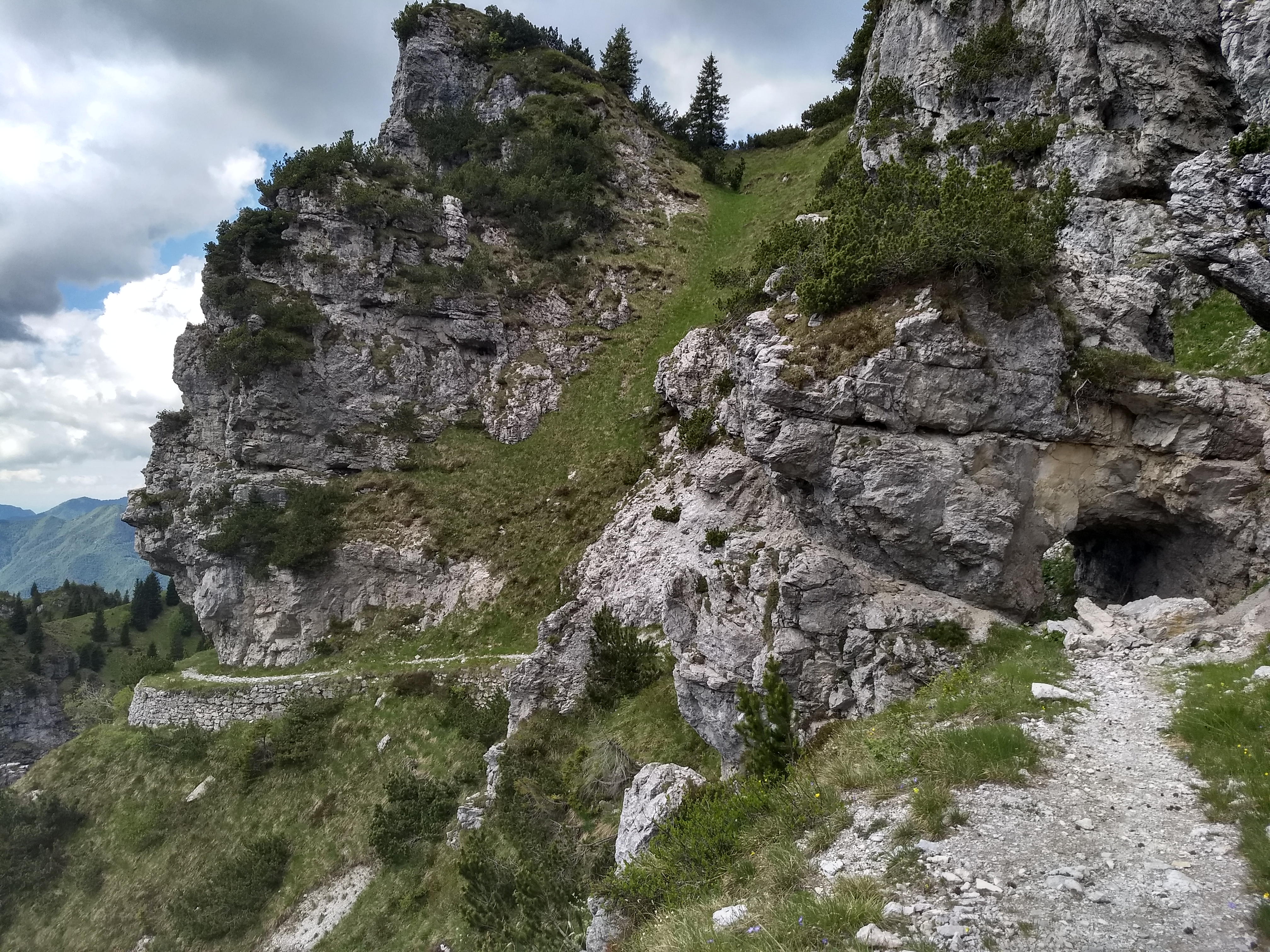
Monte Caplone, viabilità della Grande Guerra
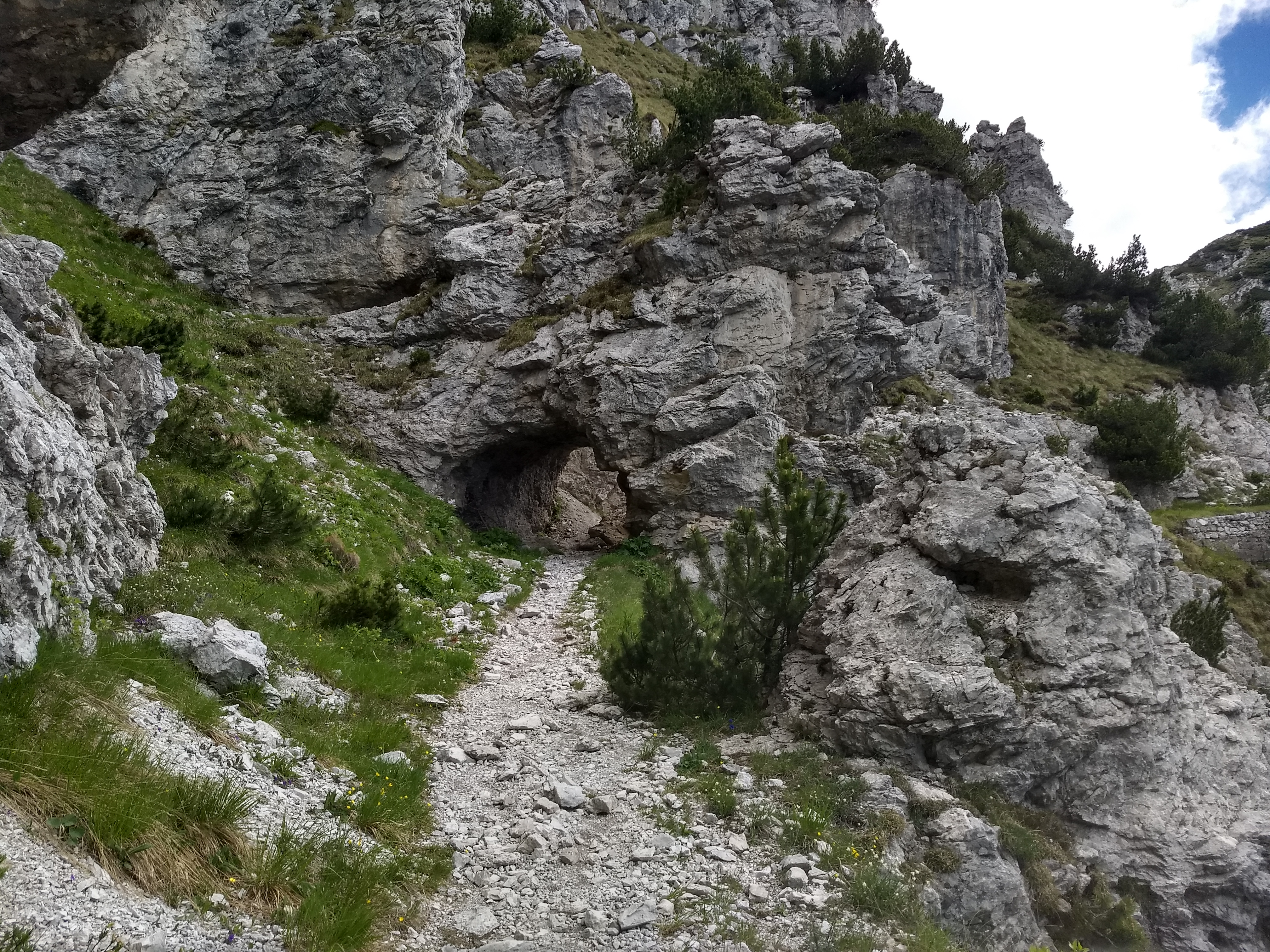
Monte Caplone, viabilità della Grande Guerra
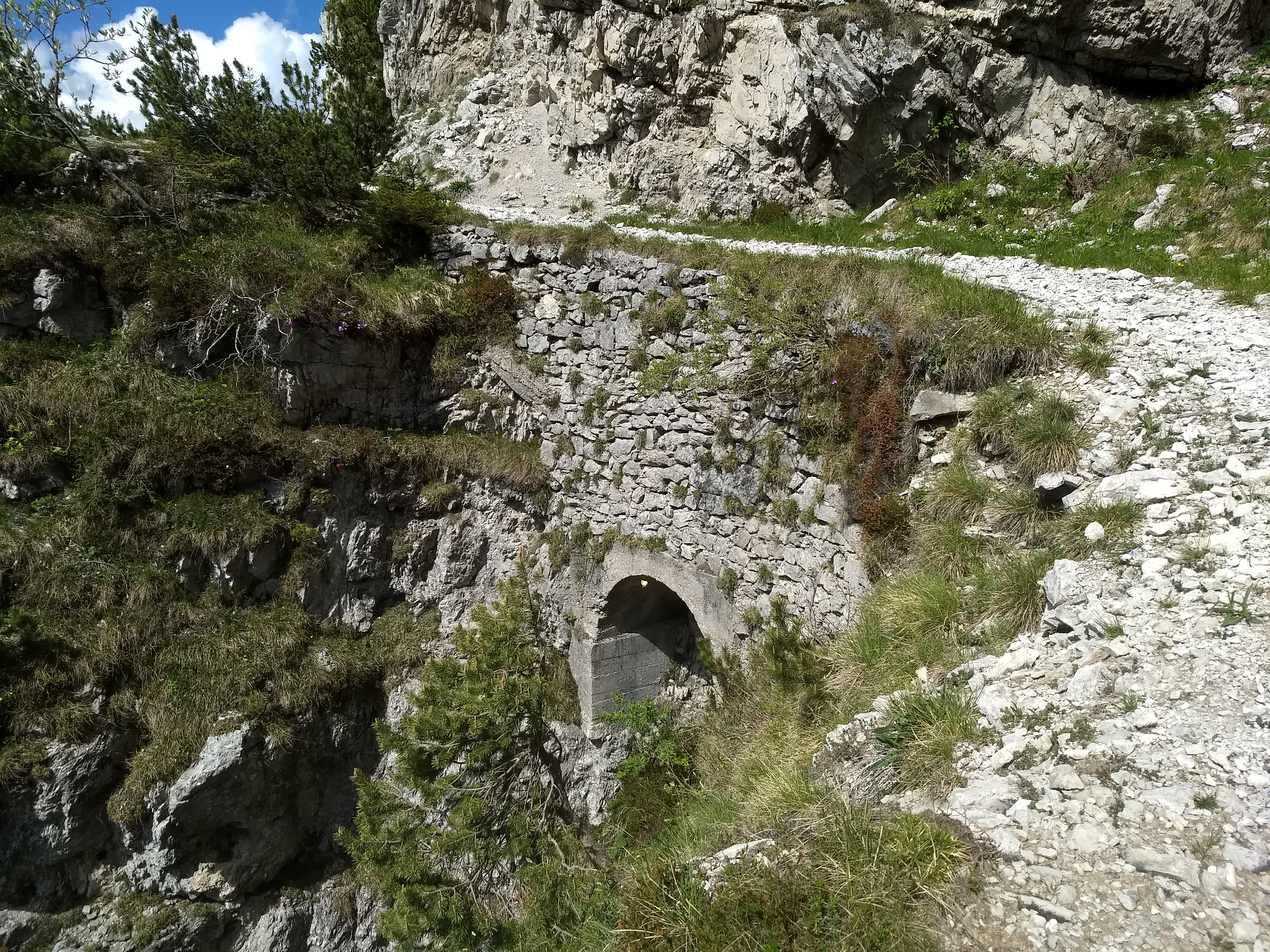
Monte Caplone, viabilità della Grande Guerra
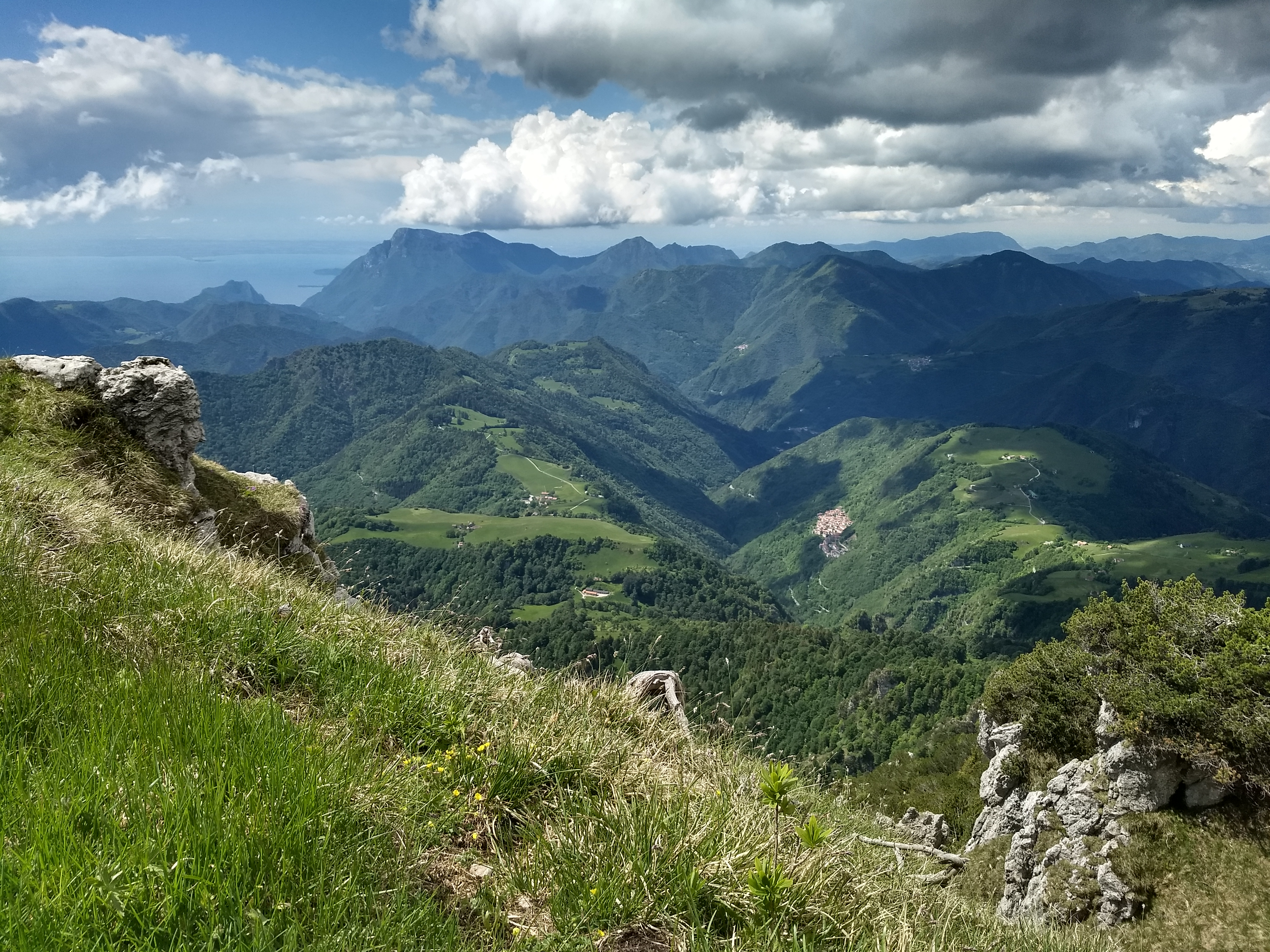
Monte Caplone, la Val Vestino vista dalla cima del monte
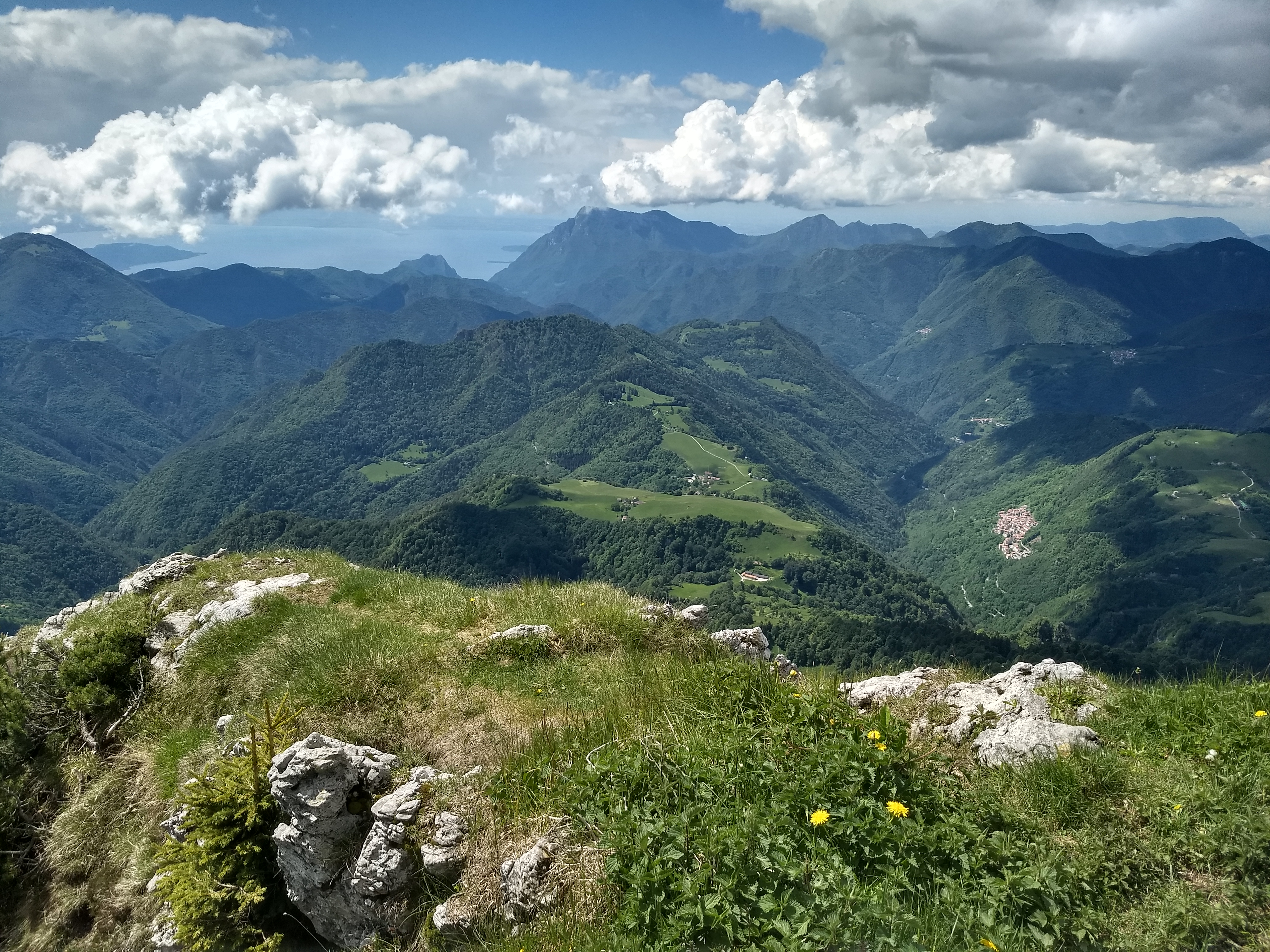
Monte Caplone, la Val Vestino vista dal monte con Cima Rest, Monte Denai, Monte Camiolo e in lontananza il Monte Pizzocolo con il lago di Garda. Gli abitati di Magasa, Turano, Bollone e Moerna
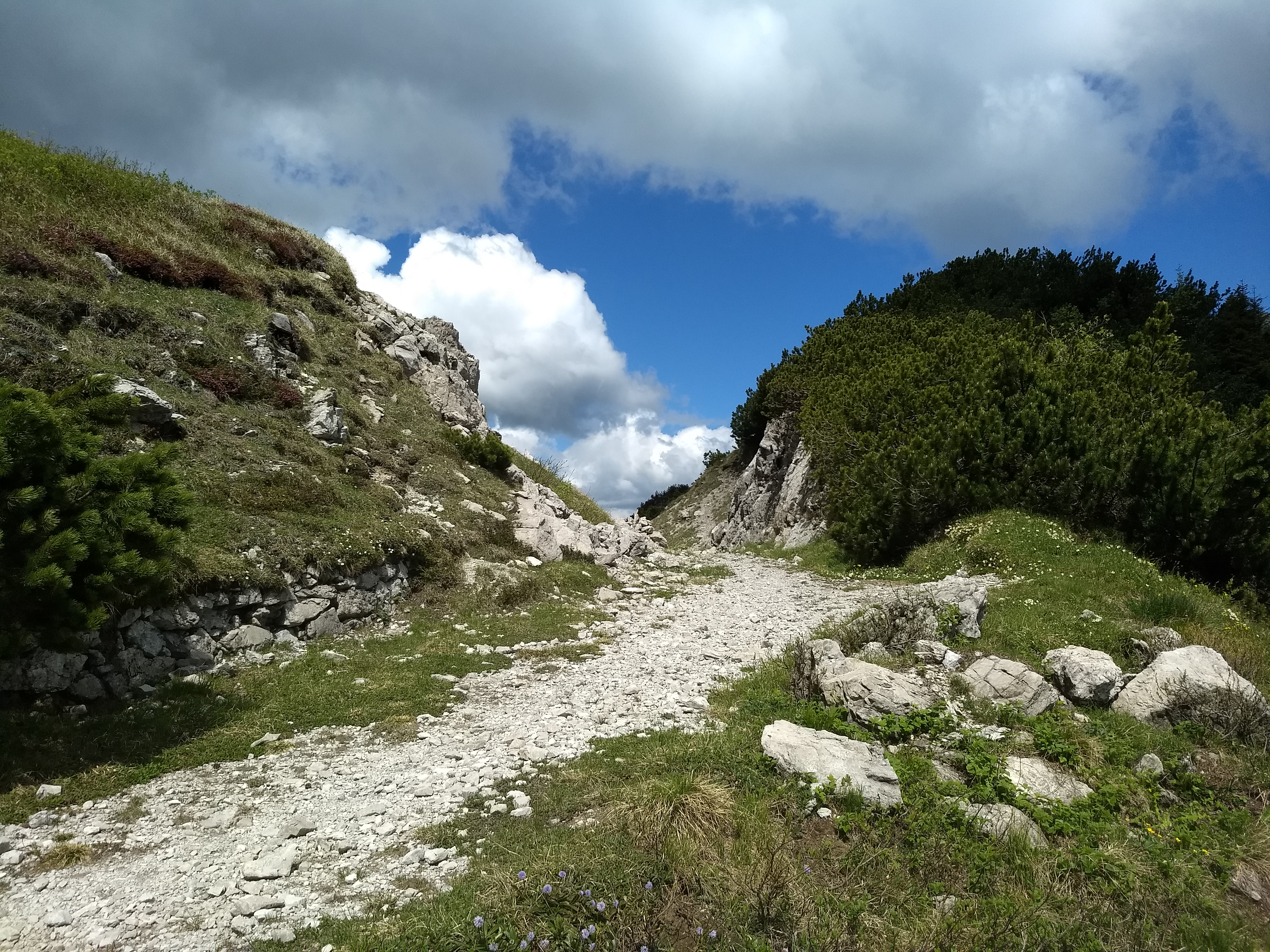
Monte Caplone, la Bocca di Campei (1840 m.), il passo più in quota della Val Vestino
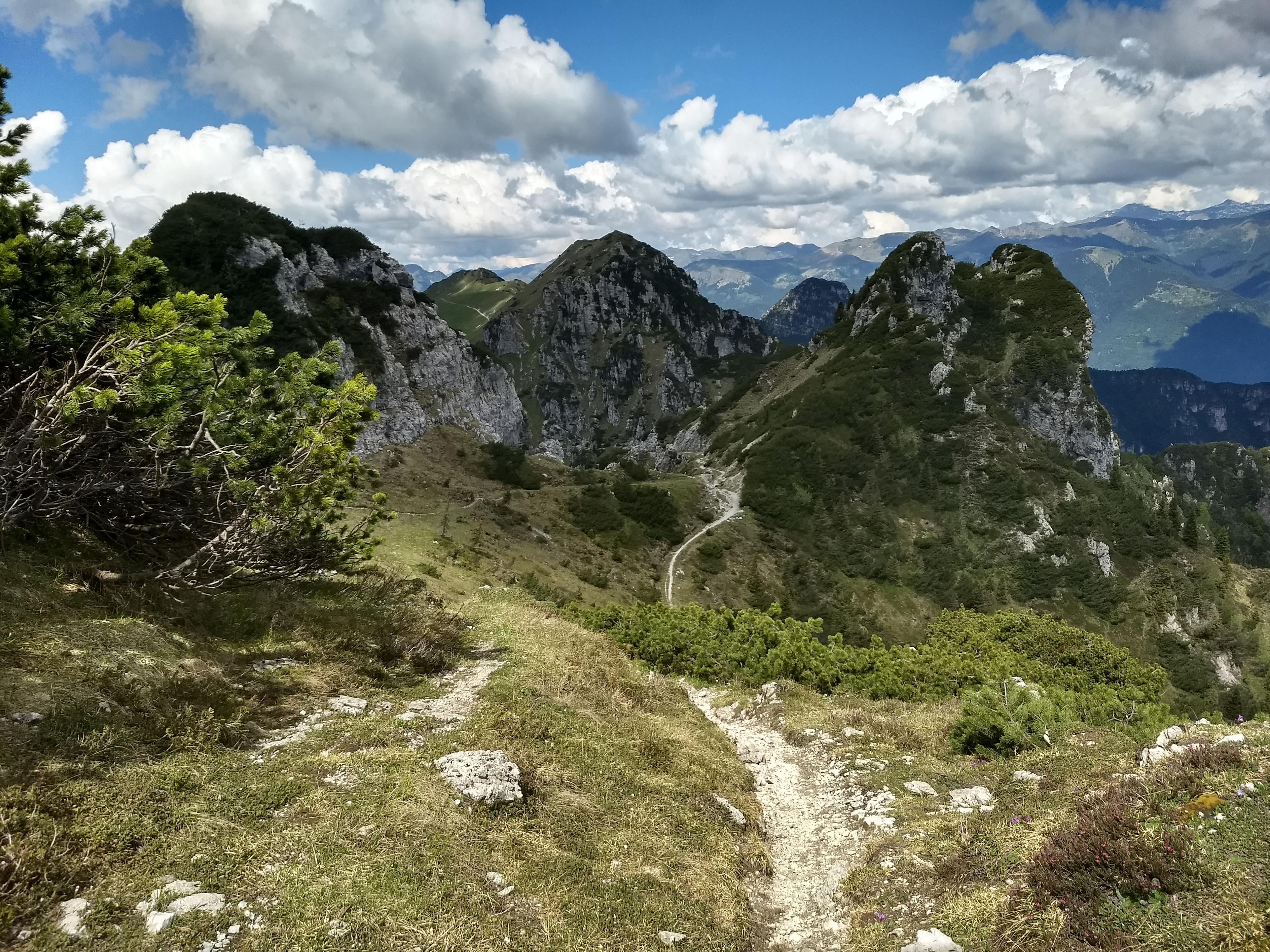
Monte Caplone, la Bocca di Campei e vista della Cima Tombea e la sua malga d'alpeggio
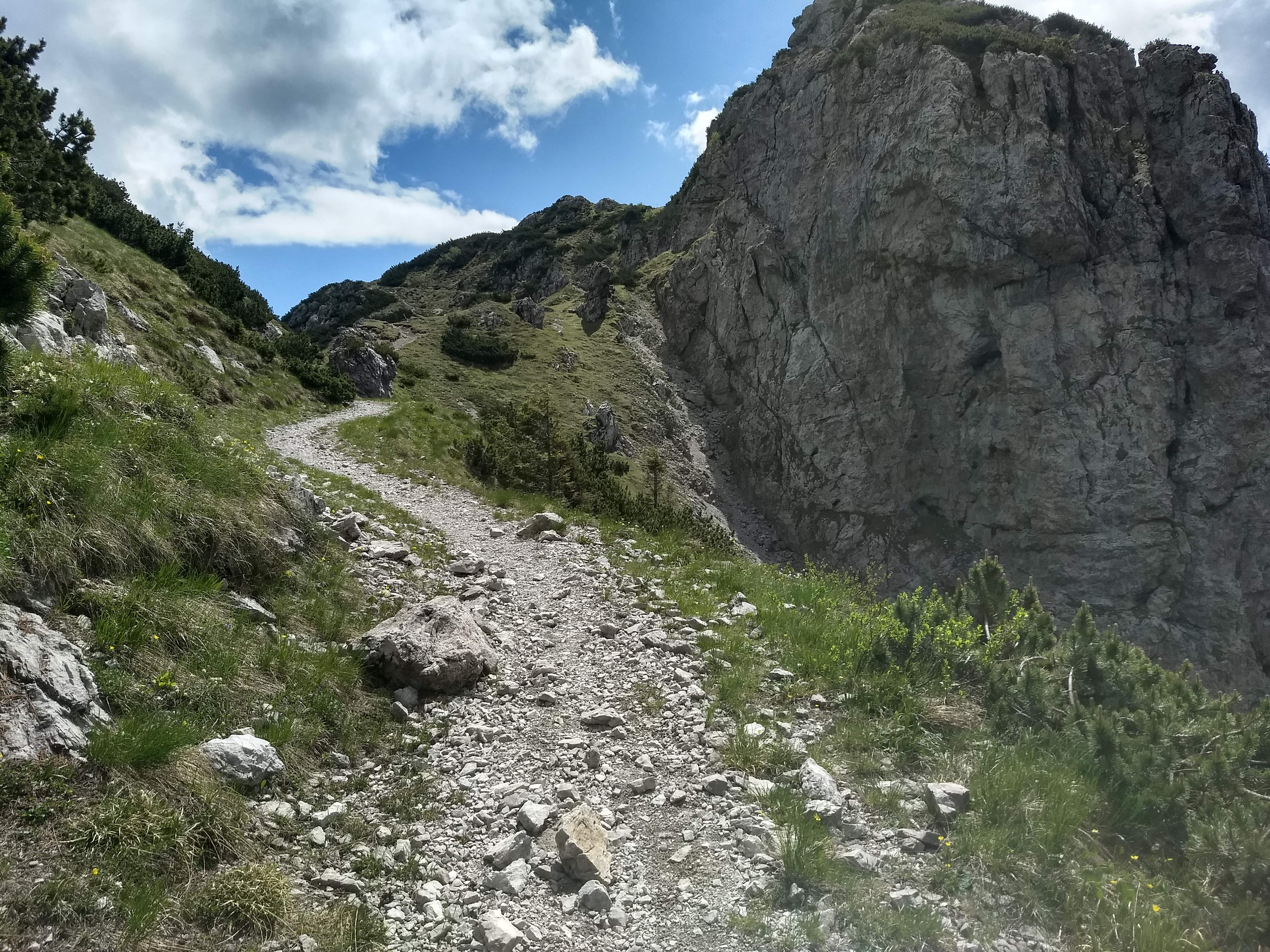
Monte Caplone, la Bocca di Campei e le pareti rocciose del monte Caplone
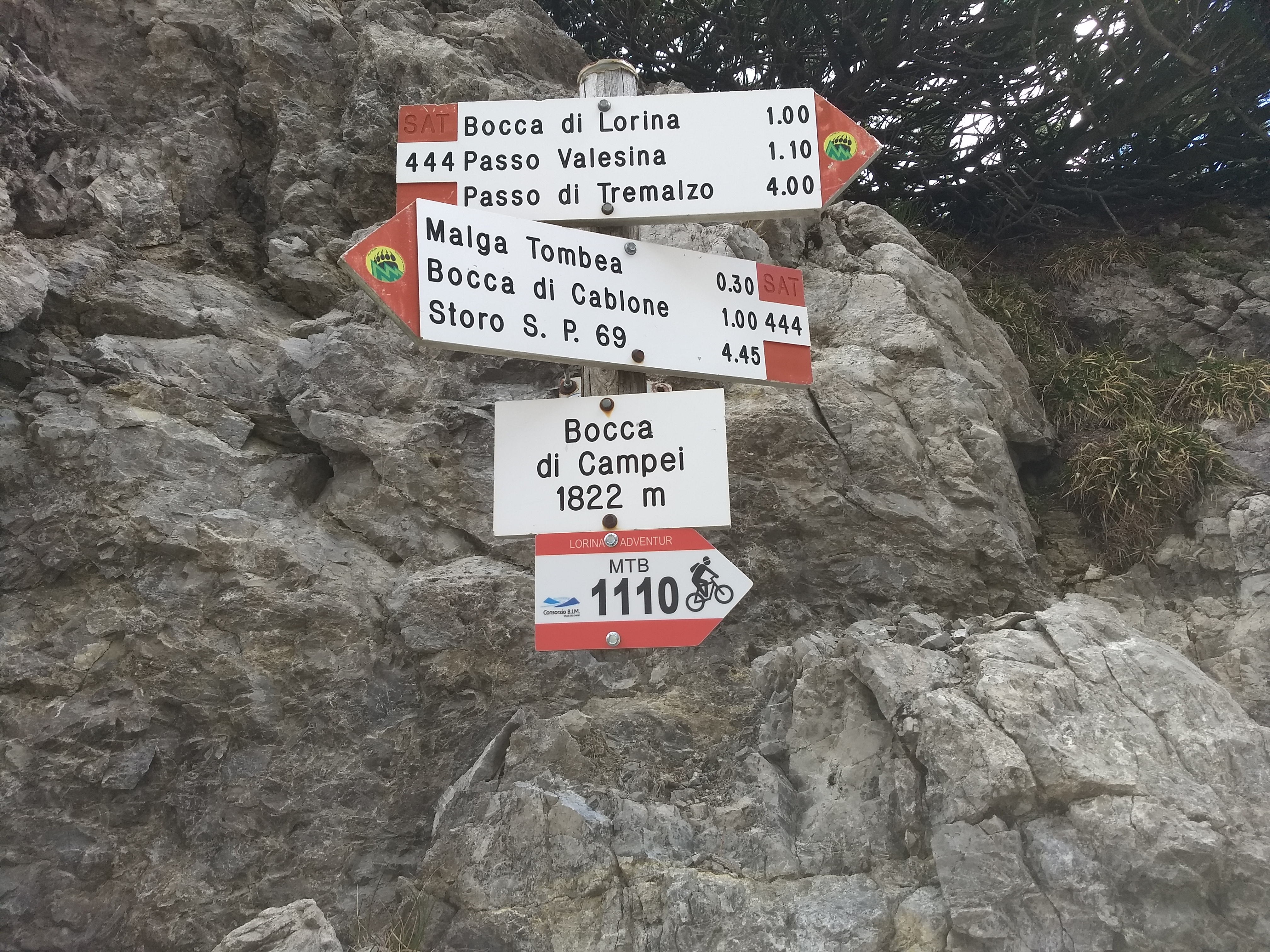
Monte Caplone, segnaletica a Bocca di Campei
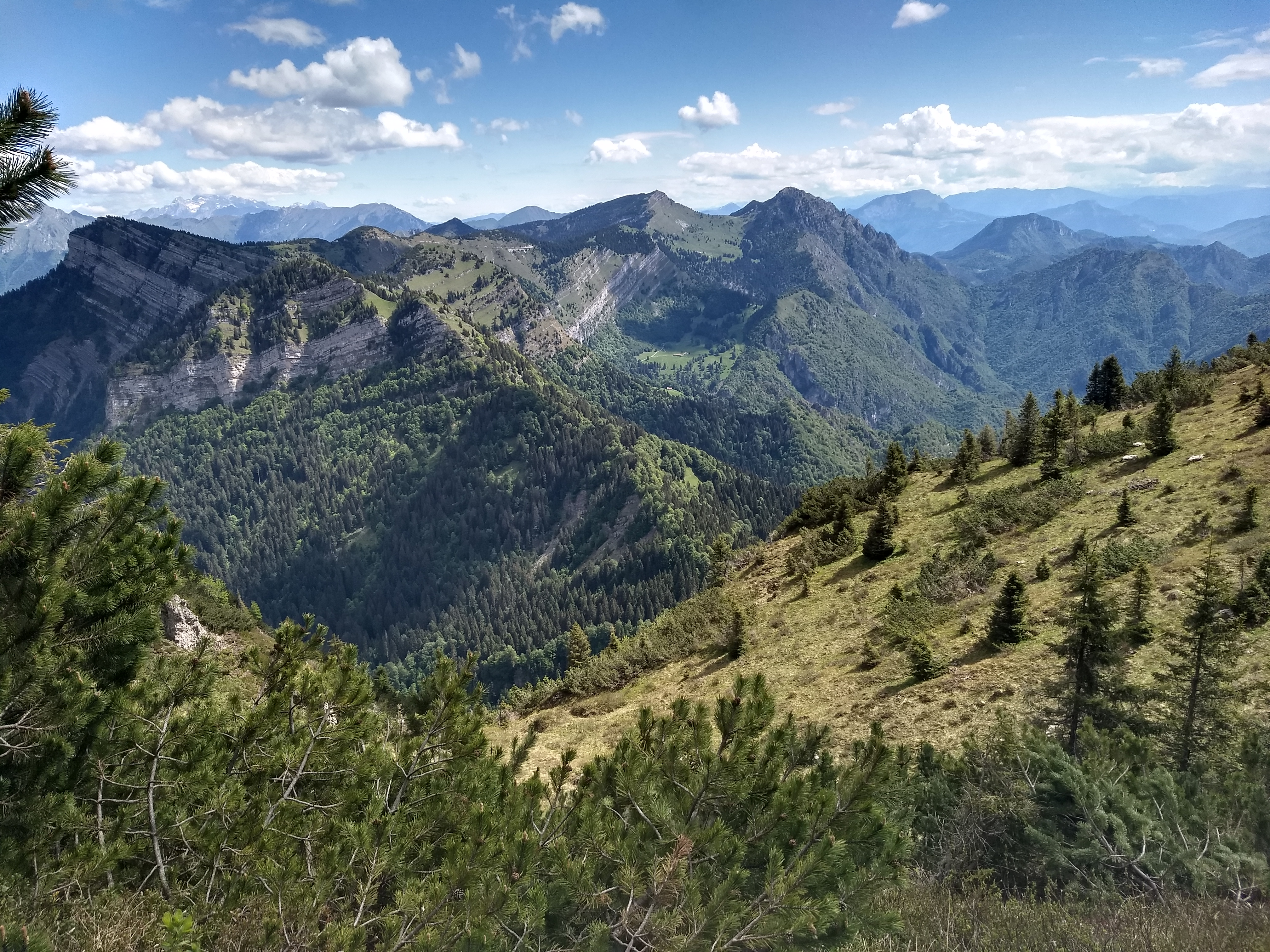
Monte Caplone, monte Tremalzo
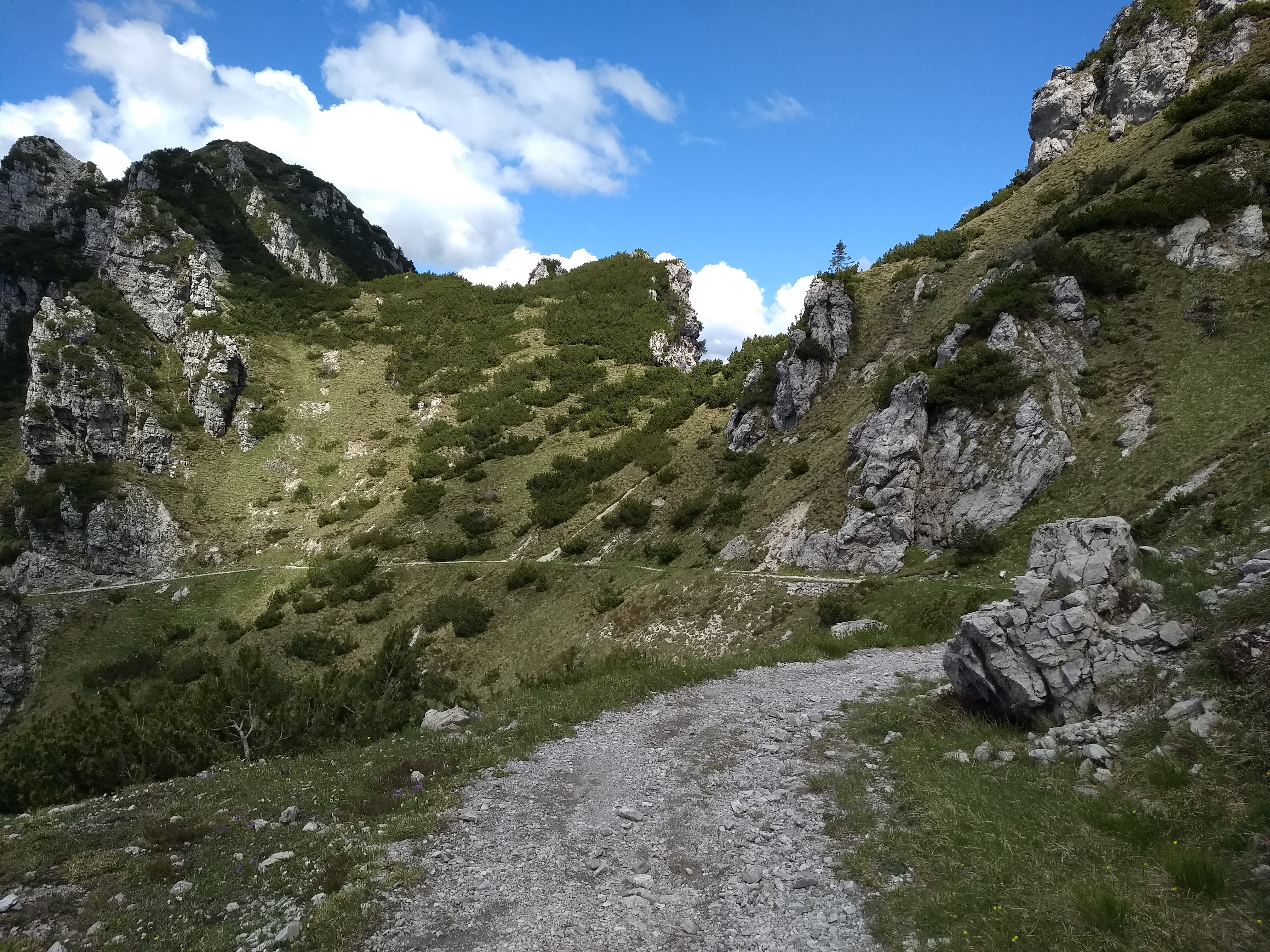
Monte Caplone, testata della Valle di Campei, valico del Passo Tombea (1822 m.) ove ha inizio il sentiero che conduce nella valle di Lorina-Storo attraverso la Valle del Comune. Erroneamente la carta geografica dell'IGM segna questo valico come la Bocca di Campei
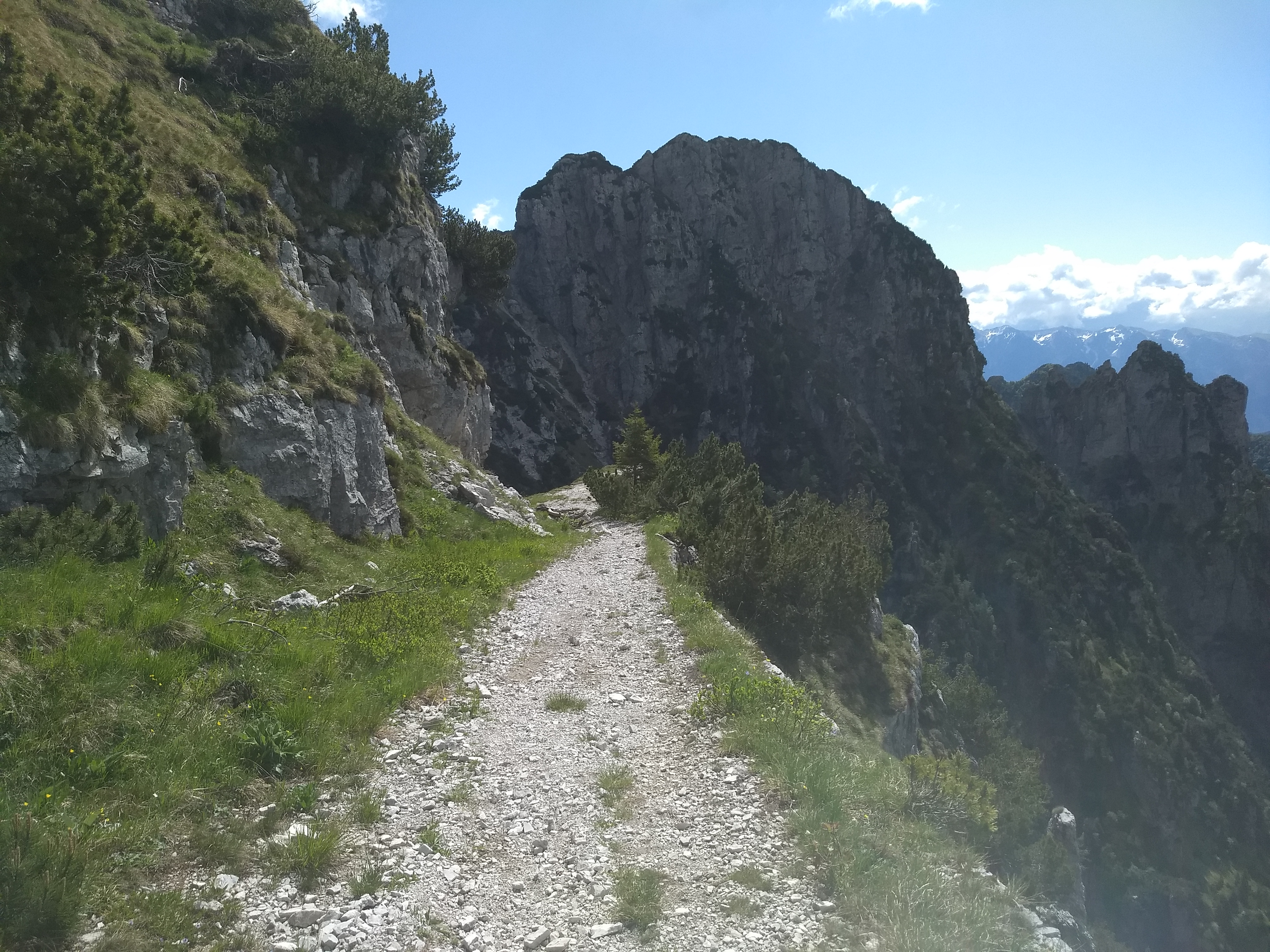
Monte Caplone, parete del versante sud
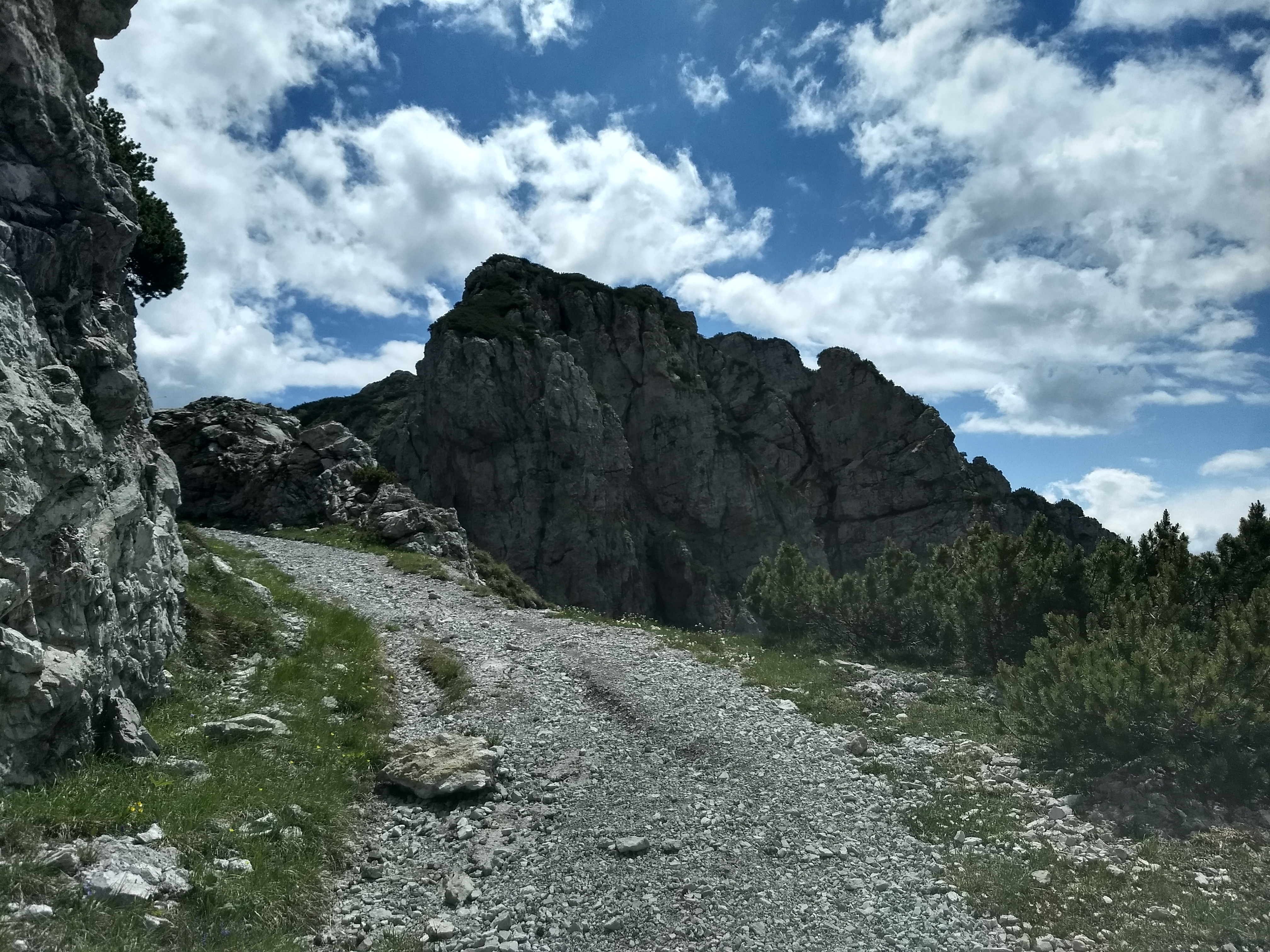
Monte Caplone, parete del versante sud
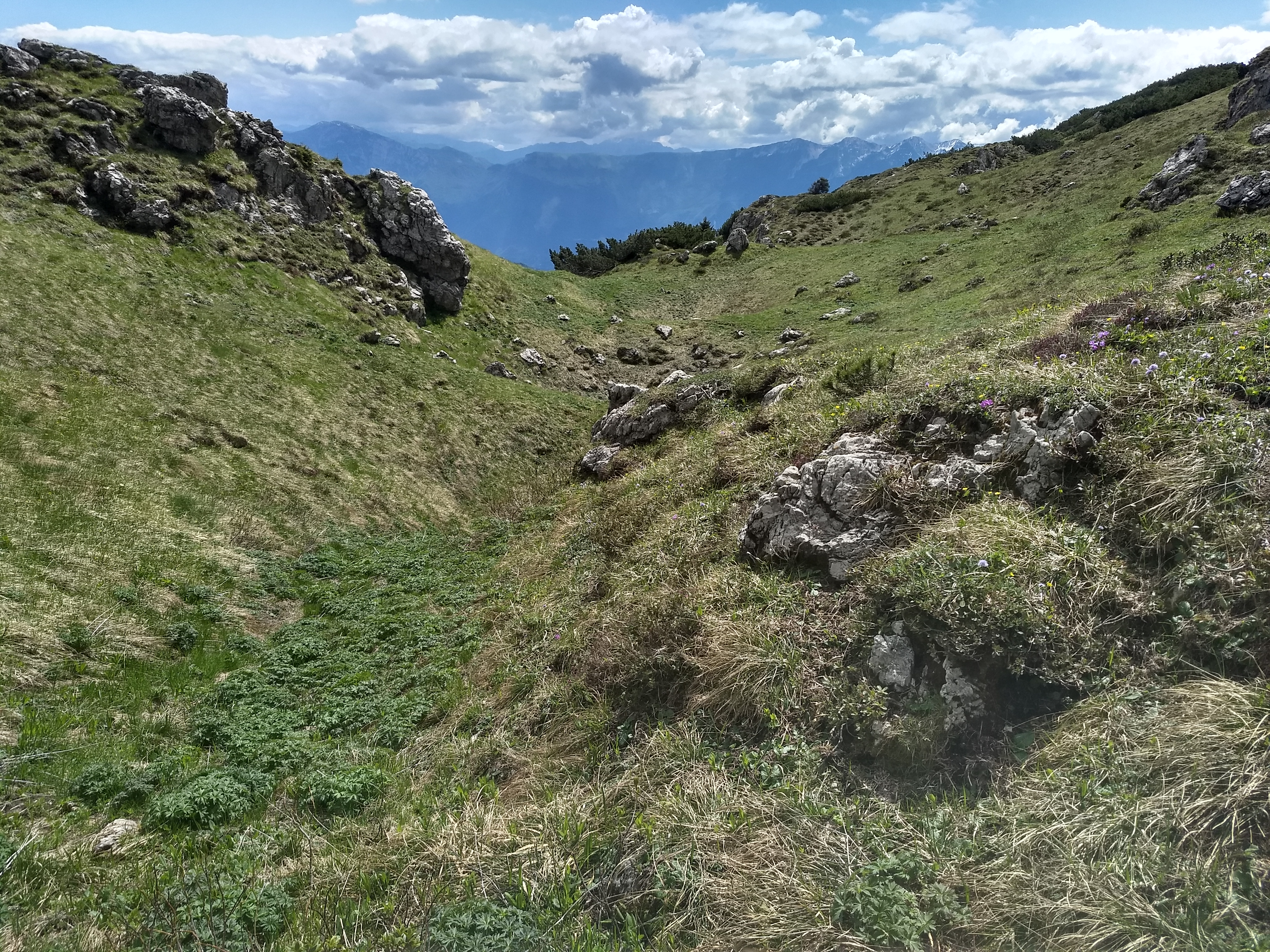
Monte Caplone, il versante nord
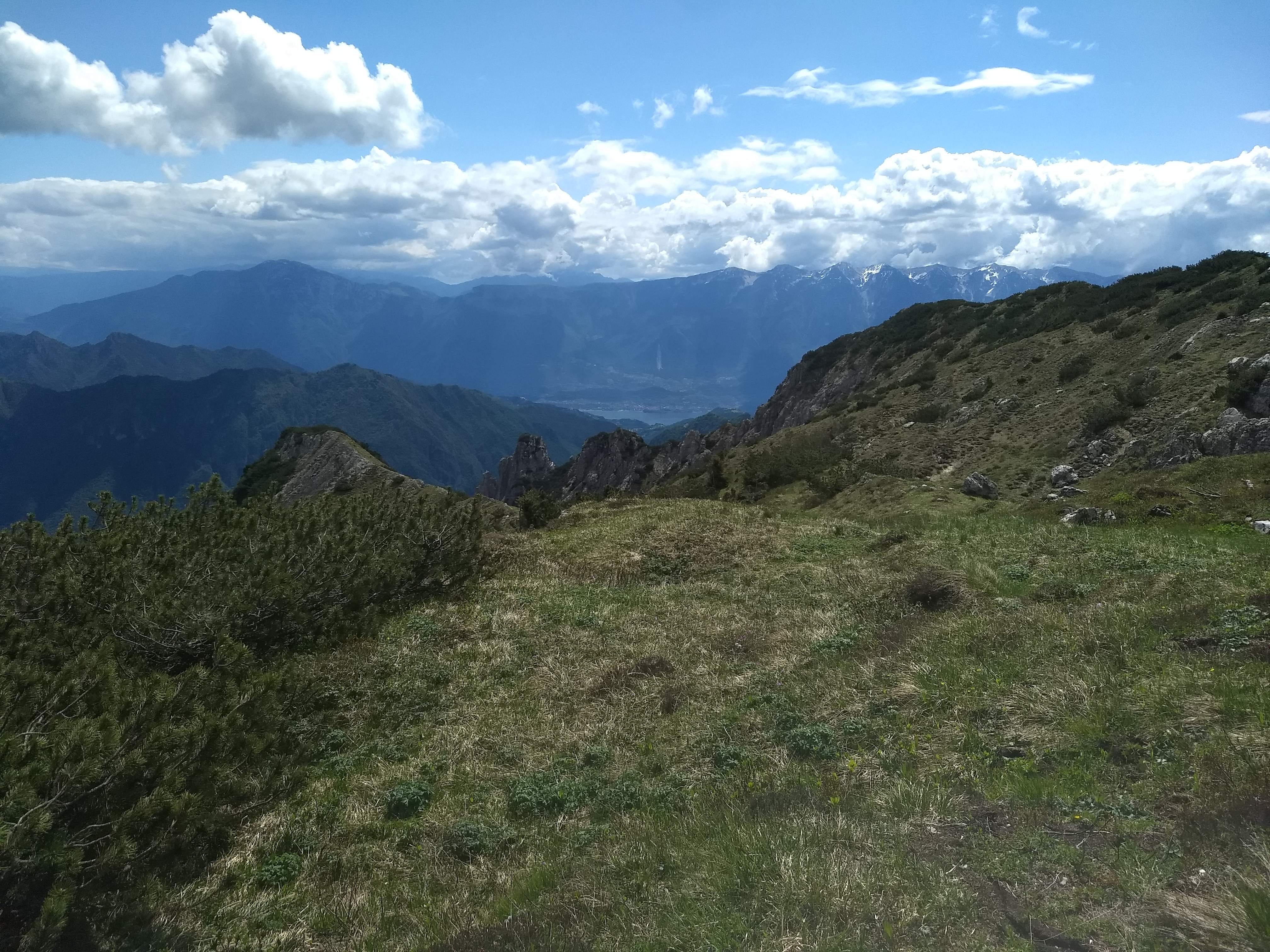
Monte Caplone, panorama dal versante nord sul lago di Garda con la zona di Tremosine e Malcesine
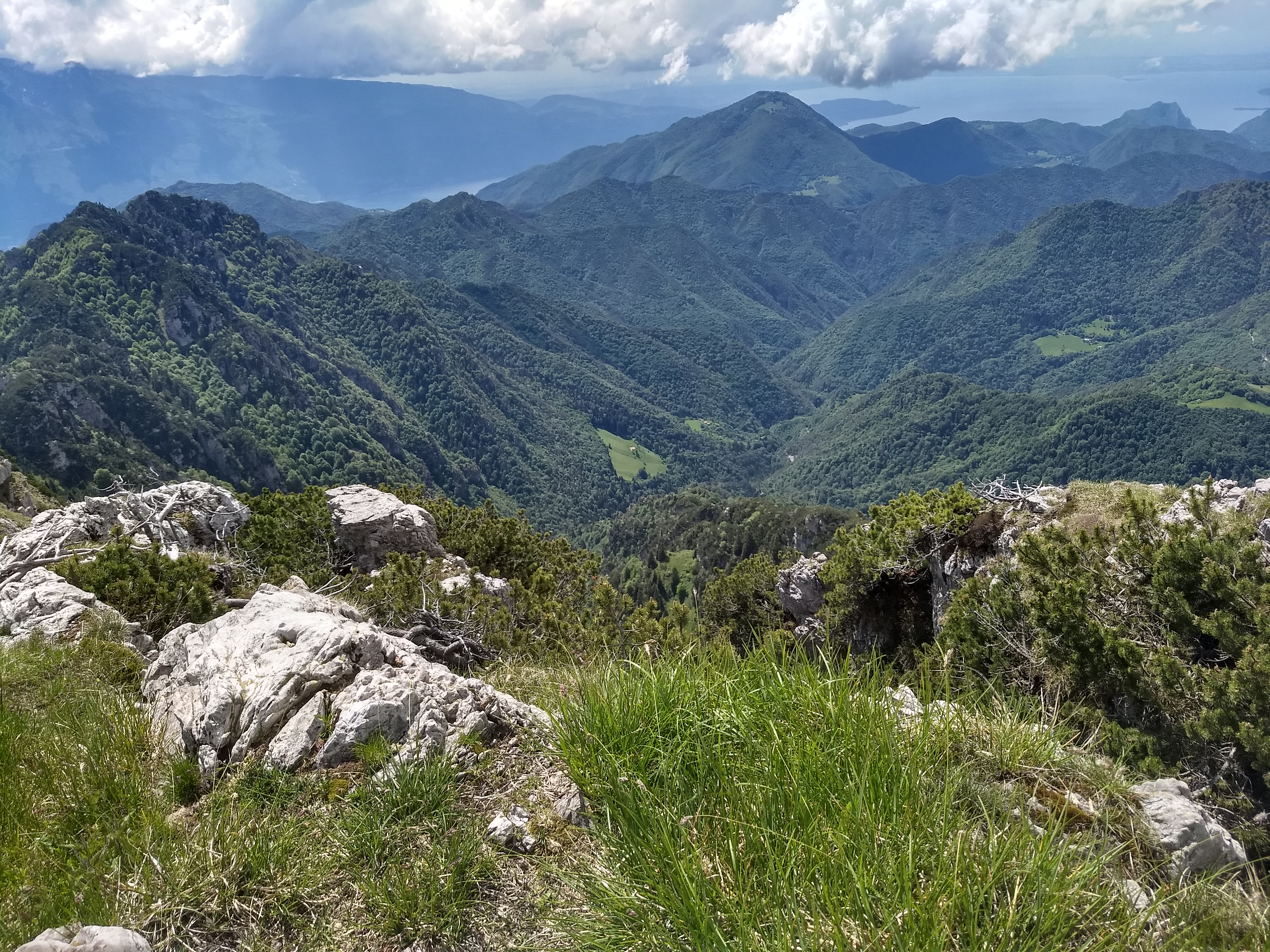
Monte Caplone, panorama dal versante sud sulla Val Vestino con la sottostante Valle di Cadria poi più a sud chiamata del Droanello, i prati di Selva Bella-Proalio mentre sullo sfondo il monte Denervo e il lago di Garda con la penisola di Sirmione
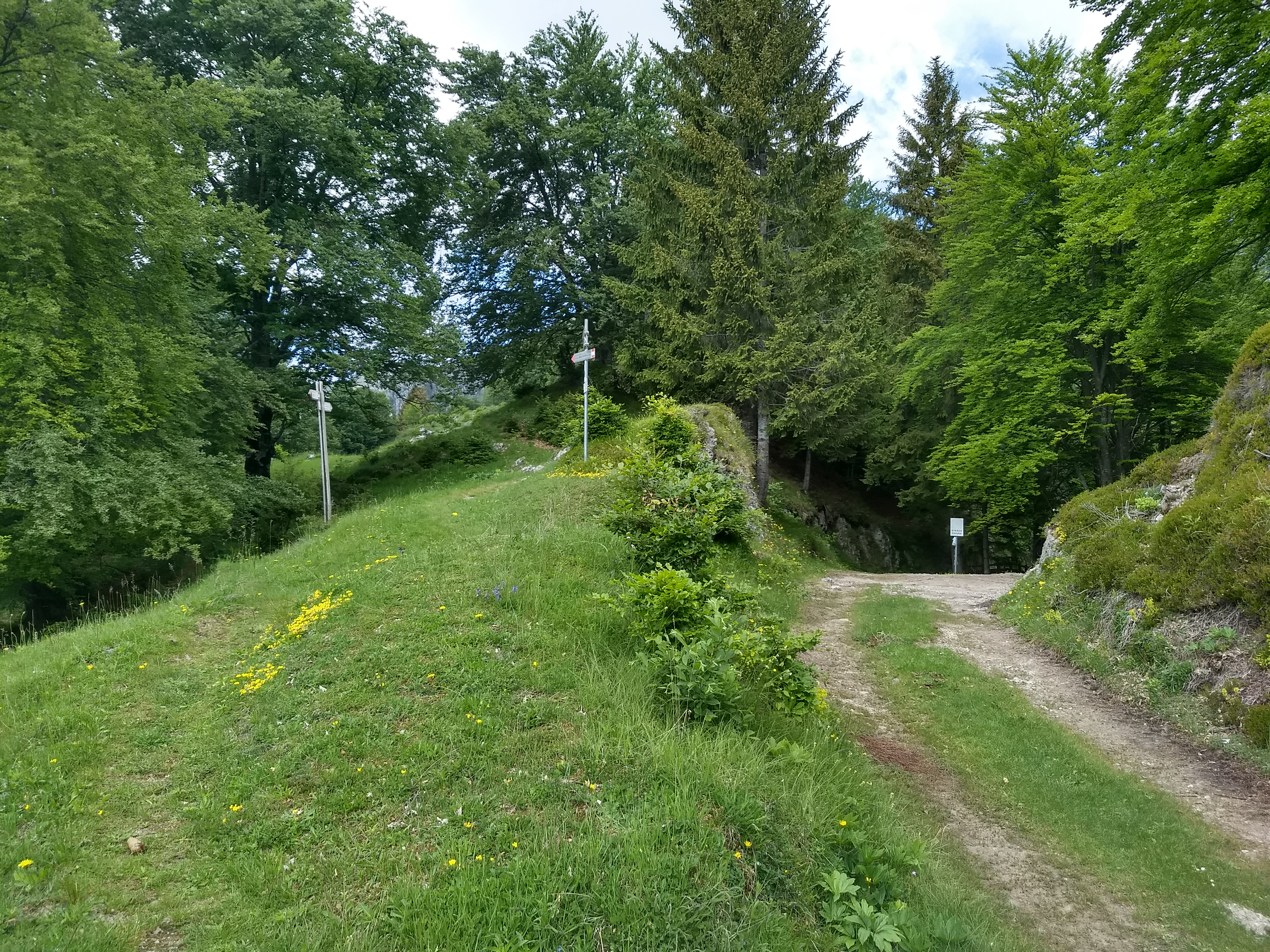
Monte Caplone, passo dello Spias dei Letegànc (Spiazzo dei Litiganti) presso malga Alvezza ove, a sinistra, inizia il sentiero di accesso al monte Tombea e Caplone